# 東信電気
東信電気株式会社（とうしんでんき かぶしきがいしゃ）は、大正から昭和戦前期にかけて存在した日本の電力会社である。調味料メーカー味の素（当時は鈴木商店）の傘下企業で、長野県東信地方を流れる千曲川（信濃川）を中心に多数の水力発電所を建設した。
設立は1917年（大正6年）。開業初期以外は関東地方最大の電力会社東京電灯に対する電力供給が中核事業であり、同社の発電部門として千曲川のほか高瀬川や東北地方の阿賀野川などに発電所を次々と建設した。関係会社に東京電灯と設立した窒素肥料メーカー昭和肥料（後の昭和電工、現レゾナック・ホールディングス）がある。
1941年（昭和16年）、電力国家管理政策により設備を国策電力会社日本発送電へと出資して解散した。

## 概要

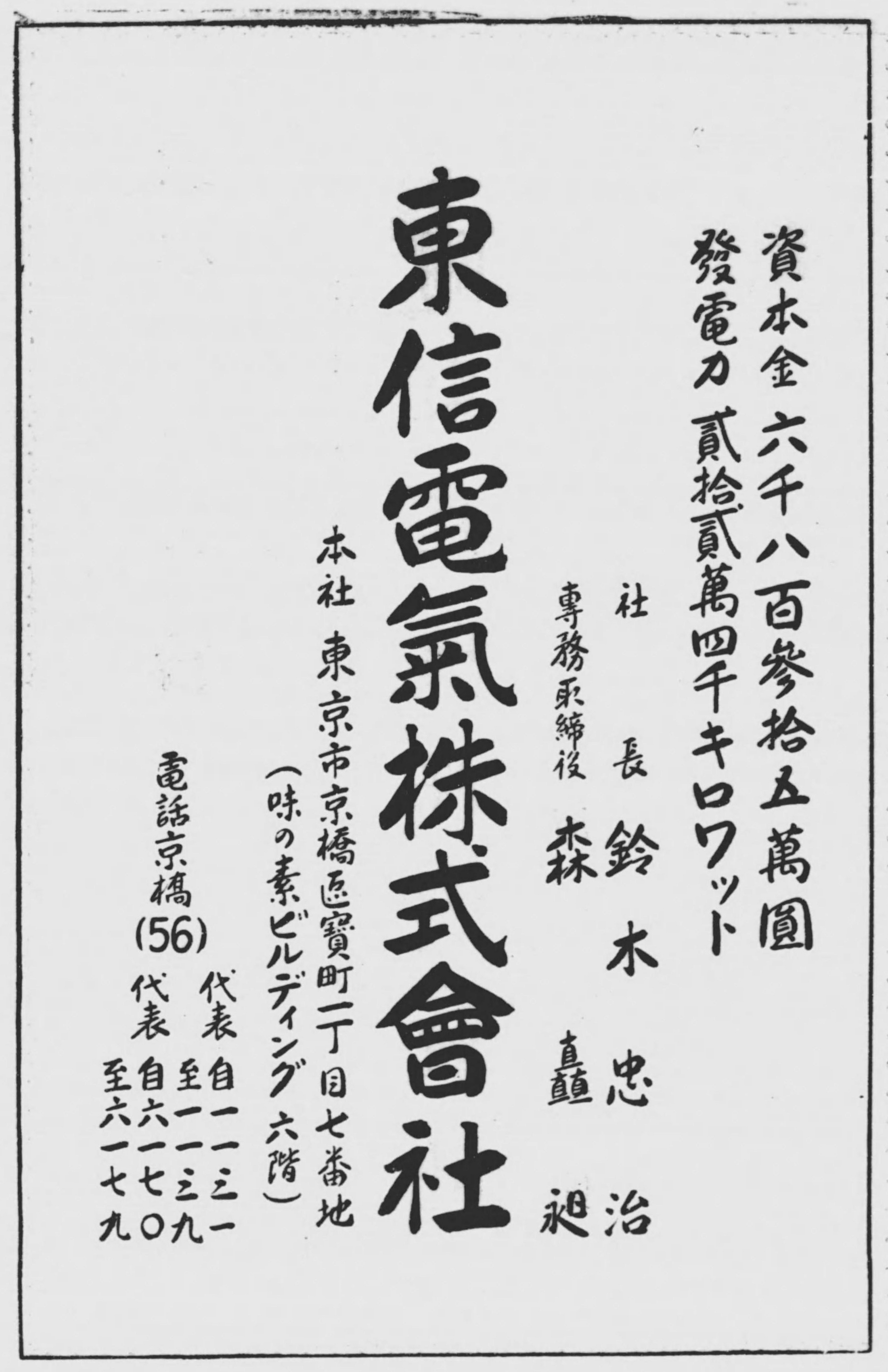
東信電気の広告（1937年）

東信電気株式会社は、1917年（大正6年）から1941年（昭和16年）にかけて24年間にわたり存在した電力会社である。一般需要家への配電をほとんど行わず別の電力会社に対する電力販売を中心に手掛けた発電事業中心の電力会社で、社名にある「東信」すなわち長野県東部を起点に水力発電所建設を手掛けた。本社は事業地ではなく東京市内に構える。
設立は1917年8月。起業目的は調味料「味の素」などを製造する鈴木商店（味の素株式会社の前身）の電気化学事業進出のためで、本来は電力供給を主とするものではなかったが、東信地方を流れる千曲川（信濃川）の発電所が順次完成すると群馬県側にある電力会社に対する電力供給が事業の中心となった。1921年（大正10年）、事業拡大路線を進む東京の東京電灯が東信電気から4か所の発電所を含む全電気工作物を引き取ったため、東信電気は一旦電気事業を失い、戦後恐慌で成績不振の電気化学事業とヨード事業を営むだけの会社となる。しかし東京電灯の支援を得て発電所建設を続け、1924年（大正13年）に電気事業を再開。以後は東京電灯に対する電力供給をほぼ専門に手掛ける発電会社として次々と発電所を新設していった。
東信電気が水力発電所を建設した河川には千曲川のほか同じ長野県を流れる信濃川水系高瀬川、福島・新潟両県を流れる阿賀野川がある。そのうち阿賀野川の発電所は出力が4万キロワットを超えるダム式発電所である。加えて1933年（昭和8年）に吾妻川電力を合併したことで群馬県を流れる利根川水系吾妻川にも発電所を持った。1924年以後に運転した発電所数は最大19か所、総出力は28万キロワットに及ぶ。その発生電力は原則として東京電灯に売却され、同社の手で需要地に送電の上で販売されたが、長野県と群馬県のごく限られた地域では東信電気が自ら配電事業を営んだ。
東京電灯と共同で余剰電力活用のため設立した傍系会社に窒素肥料（石灰窒素・硫安）メーカーの昭和肥料がある。また東信電気のヨード部門を起源とする日本電気工業（旧・日本沃度）とも関係を持った。日本電気工業は東信電気で専務（のち副社長）を務める森矗昶が社長として率いる会社で、1930年代に軍需を背景としてアルミニウム製錬など事業を多角化しいわゆる「森コンツェルン」の中核として発展する。1939年（昭和14年）には昭和肥料と日本電気工業の合併によって昭和電工（現レゾナック・ホールディングス）が発足し、東信電気はその筆頭株主となった。
日中戦争下で始まった電力国家管理では1939年4月に一部送電・変電設備を国策電力会社日本発送電へと出資。さらに1941年（昭和16年）10月に18か所の発電所と残りの送電・変電設備を同社へと追加出資したほか、出資対象から外れた発電所1か所を昭和電工へ、配電事業を東京電灯へとそれぞれ譲渡した。こうして電気事業をすべて手放した東信電気は同年12月会社の解散を選んだ。太平洋戦争後の1951年（昭和26年）になって日本発送電は電気事業再編成で解体されるが、その際旧東信電気の発電所は阿賀野川所在分が東北電力、それ以外が東京電力へと引き継がれた。

## 沿革：創業期
以下、沿革のうち会社設立から電気事業を一旦手放した1921年までについて記述する。

### 設立の経緯

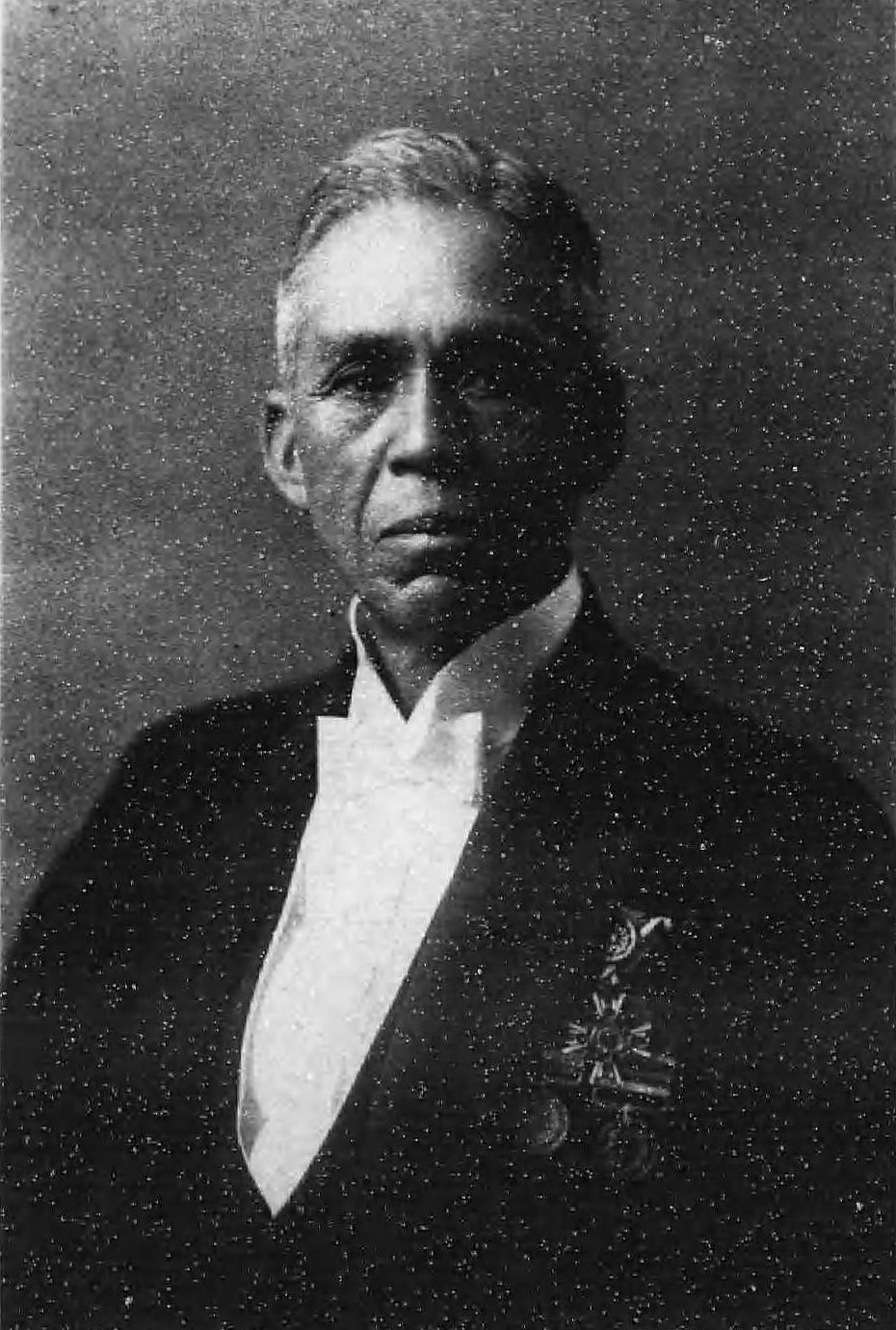
東信電気初代社長鈴木三郎助

1898年（明治31年）、長野県で最初の電気事業者として長野市に長野電灯が開業した。長野県下ではこれ以降電気事業の開業が相次ぎ、県東部の東信地方でも1902年（明治35年）に小県郡上田町（現・上田市）において上田電灯が開業をみた。上田を中心とする上田地域の東隣にあたる佐久地域では起業が遅れたが1911年（明治44年）になって長野電灯が進出し、松原湖（信濃川水系大月川にある）から引水する水力発電所を完成させて翌1912年（大正元年）に佐久での配電を開始した。ただし佐久地域での水力開発は進行が遅く、長野電灯が次の発電所を建設するのは1919年（大正8年）のことであった。この間、長野電灯の役員名義で佐久地域を流れる千曲川（信濃川）本流に水利権を得ていたものの、その開発はなされないままであった。
大戦景気期になると、未着手であった千曲川開発への参入を試みるグループが現れた。中心人物は調味料「味の素」の製造を手掛ける鈴木三郎助である。鈴木の率いる鈴木商店（味の素株式会社の前身）は神奈川県橘樹郡川崎町（現・川崎市川崎区）に工場を構え、「味の素」やヨード・塩化カリウム・硝酸カリウムなどの化成品を製造していたが、第一次世界大戦勃発に伴う輸入途絶に乗じて化成品事業を拡大し、1915年（大正4年）12月からは塩化カリウムの電気分解によってマッチの原料となる塩素酸カリウムの生産にも着手した。塩素酸カリウム事業は国内外の需要増加で活況を呈し短期間で鈴木商店の主力事業へと発展するものの、電気分解に要する電力を工場の自家発電で得ていたことから電力費が高くつくという問題を抱えた。電力会社からの受電も当時の関東地方は余剰電力に乏しく不可能であることから、鈴木は輸入復活に備え海外製品に対する競争力を高めるべく水力発電への電源転換で製造原価低減を目指す方針を打ち出した。
鈴木三郎助が千曲川を事業地に選んだ経緯については、東信電気が後年記した史料によると、調査を委嘱した専門技師が長野電灯関係者の有する千曲川の未開発水利権が適当と結論付けたため、鈴木自ら千曲川を視察の上で決定したとされる。また味の素の社史には電気事業の相談に乗った芝浦製作所（東芝の前身）常務岸敬二郎の勧めで長野電灯取締役の小坂順造と同社技師長高橋保を紹介されたためという経緯が記されている。交渉の末に長野電灯と組んで千曲川開発へと進む運びとなり、鈴木やその弟鈴木忠治、友人の大橋新太郎、長野電灯関係者の小坂順造・高橋保・花岡次郎（当時の社長）ら計11名は「東信電化工業株式会社」の設立を発起して南佐久郡南牧村・小海村における発電用水利権を長野県へと申請、1916年（大正5年）11月にその許可を得た。社名については「東信電化株式会社」に改められたのち「東信電気株式会社」と決定されている。東信電気発起人は翌1917年（大正6年）5月に東京で発起人会を開き、資本金額を定めて定款を作製し、さらに創立委員長に鈴木三郎助、創立委員に鈴木忠治・花岡次郎と技術者の青木大三郎をそれぞれ選任した。
株式の払込みを経て、1917年8月18日、東信電気株式会社の創立総会が開催された。設立時の資本金は300万円。鈴木三郎助・忠治兄弟や長野電灯、それに鈴木商店の取引銀行である川崎銀行が大株主であり、それを反映して鈴木三郎助・鈴木忠治・青木大三郎・花岡次郎・川崎友之介（川崎銀行）の5名が取締役に選ばれ、その中から鈴木三郎助が初代社長に就任した。本社は創立総会が開かれた場所でもある東京市京橋区南伝馬町（現・中央区京橋）の鈴木商店内に置かれた。設立後の同年11月14日付で逓信省より電気事業法準用事業の認定を得ている。

### 総房水産合併と開業

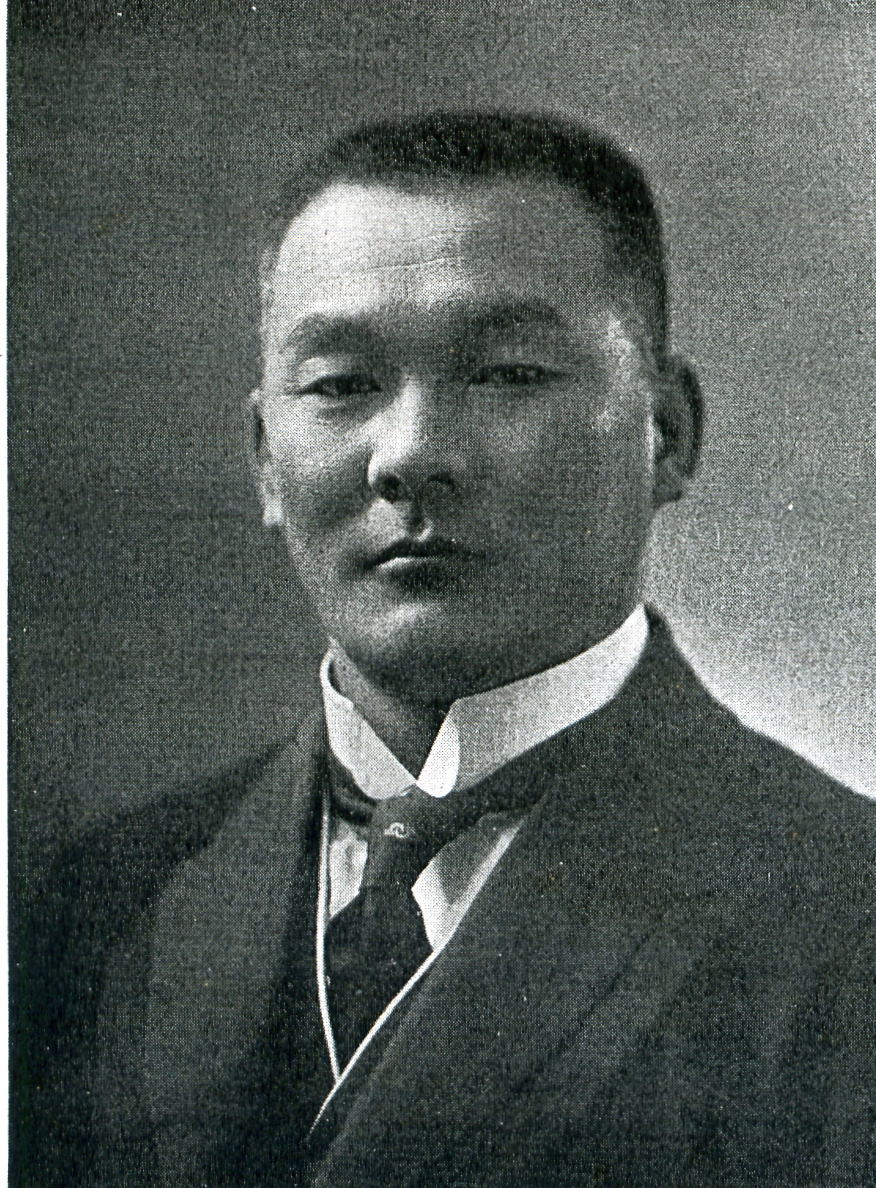
総房水産から東信電気に入社した森矗昶

東信電気の起業目的は塩素酸カリウムや塩素酸ナトリウム、水酸化ナトリウム（苛性ソーダ）など化成品の製造であった。社長の鈴木は余剰電力が生じた場合には砂鉄の精錬も構想していたという。設立前段階では第1期工事として8000キロワットの水力開発を予定し、そのうち2000キロワットを自家利用する見込みであった。こうした計画に従って東信電気は1917年11月土村第一発電所、翌1918年（大正7年）8月土村第二発電所の順に着工した。しかしながら発電所工事は地元関係その他の理由から順調に進まなかった。
東信電気では工事を進める一方で、電気事業の開業に先立って総房水産株式会社なる会社の合併に踏み切った。この総房水産は、房総半島沿岸の各地にあったかじめ焼きによるヨード生産業者を統合し1908年（明治41年）12月に設立された会社である。千葉県夷隅郡清海村（現・勝浦市）のヨード業者森為吉が初代社長を務め、当初は森家の工場を本拠とした（清海工場）。同社はかじめ焼きによるヨード業者という点で鈴木三郎助と同業者であり競合した時期もあったが、1911年（明治44年）になって鈴木は館山に建てた工場を総房水産へと引き渡した。総房水産も大戦期に全盛期を迎え1916年上期決算では年率136パーセントという異様な配当率を記録したものの、1918年11月に世界大戦が終結すると輸入品に押され一挙に業績が悪化し破綻寸前に追い込まれる。その後始末を任された森為吉の長男森矗昶が鈴木三郎助に救援を求めたことから、鈴木の主導で東信電気は総房水産を合併することとなった。
1919年5月31日、東信電気は株主総会で総房水産の合併を決議し、同年9月1日付で同社を吸収した。合併に伴う東信電気の資本金増加は339万円である。合併と同時に661万円の増資も決議されており、資本金は1000万円まで増加している。この合併でヨード部門は東信電気の「水産部」に姿を変え、合併と同時に取締役に選ばれた森矗昶がその部長となった。ただし森の水産部長在職は短期間で、工期が伸びている発電所建設を手伝うべく建設部長に異動して地元との交渉などに従事した。
1919年12月9日より土村第一発電所、翌1920年（大正9年）1月より土村第二発電所の運転を開始し、東信電気は電気事業を開業した。どちらも千曲川、南佐久郡小海村（現・小海町）にある発電所で、前者は出力6000キロワット、後者は出力2000キロワットであった。開業とともに新設された変電所は高崎変電所1か所に限られた。高崎変電所は群馬県高崎市内にあり、土村第一発電所とは送電電圧66キロボルト・亘長74キロメートルの送電線で繋がれた。高崎までの送電線建設は同地が自社工場予定地とされていたためであるが、群馬県側への工場建設は実行に移されず、高崎へと送電された電力は他の電力会社に対する売電に充てられた。次いで1920年11月、鈴木商店大島工場の設備を土村第二発電所隣接地へ移した小海工場が操業を開始した。小海工場では自社電力のうち1000キロワットを電源に、清海・館山両工場で生産される塩化カリウムを原料として塩素酸カリウムを生産した。
東信電気が開業までの間に売電を契約していた電力会社は契約順に利根発電・高崎水力電気・鬼怒川水力電気・西毛電気の4社であった。契約高は土村第一・第二両発電所建設に続く第2期工事を前提に利根発電4000キロワット、鬼怒川水力電気5000キロワット、高崎水力電気1000キロワットとしていた。4社のうち高崎市を中心に供給した高崎水力電気は大戦景気期の需要増加に発電力増強が追い付かなくなったことから受電を選択した。利根発電は同社と並ぶ県内の主要会社で前橋市を中心に供給したが、一方で群馬県内の発電所から千葉県の市川まで送電線を伸ばして埼玉県・千葉県の電力会社や東京市外縁部の工場地帯に対する供給にも注力しており、東京進出強化のための供給力増強の一環として東信電気から買電した。西毛電気は碓氷郡安中町（現・安中市）を拠点とする群馬県内の事業者である。残る鬼怒川水力電気は栃木県の鬼怒川に発電所を構え東京方面へと供給する事業者であるが、このころ渇水期の発電量減退が顕著になりその対策に苦慮していた。従って東信電気からの受電は渇水期の電力調整という目的があった。なお鬼怒川水力電気に対する送電は利根発電を通じた託送で行われた。

### 化学部・水産部の不振
こうして1920年までに電気事業や塩素酸カリウム製造など化学部事業、旧総房水産から引き継いだ水産部事業の3事業を整えた東信電気であったが、電気事業以外は戦後恐慌を背景として早々に行き詰った。
化学部事業すなわち塩素酸カリウム製造は小海工場完成当初から成績不振であった。この不振の原因は、スウェーデンのマッチメーカーが主宰するスウェーデン・オランダ・アメリカ資本のマッチトラストが日本市場の掌握を目指して運動していたことにある。このトラストが製品ダンピング、工場買い占め、原料購入ボイコットなどを仕掛けた結果、戦後恐慌と重なって日本のマッチメーカーは国内外の市場を失った。その余波で原料となる塩素酸カリウム工業は深刻な打撃を受け、東信電気も不振の末に1922年（大正11年）11月、小海工場の閉鎖を余儀なくされた。会社の営業報告書には、化学部事業では塩素酸カリウム製造以外にも小海工場で銑鉄生産、木崎湖畔の工場で沈降炭酸カルシウム生産を一時手掛けたとの記載があるが、詳細は不明である。
ヨード・塩化カリウム・硝酸カリウム製造など水産部事業は化学部事業に比べると利益はあったものの、旧総房水産から引き継いだ3工場のうち館山工場と福岡市の九州工場を1922年夏に休止または廃止し、生産を清海工場のみに縮小した。当時、親会社の鈴木商店も1920年春の戦後恐慌を契機として「味の素」製造への事業一本化方針を打ち出し、ヨードやカリウム製品の製造を段階的に打ち切りつつあった。東信電気の水産部事業も縮小が続いたものの、後述のように1925年（大正14年）までは会社の兼業として存続している。
部門別の収支は公表されていないが、土村第一・第二発電所が完成した1919年度下期（1920年3月期）の決算では増収・増益により配当率を従来の年率5パーセントから8パーセントへと増加した。次の1920年度上期（1920年9月期）決算では年率10パーセントへの増配を達成している。化学部・水産部事業が不振に苦しむ中でも電気事業への投資は続けられており、この段階では土村第三発電所と箕輪発電所の工事中（1919年10月着工）であった。しかし戦後恐慌発生後の電力業界は金融梗塞や産業界の沈滞を背景として大戦景気期の企業勃興から一転、全国的に事業合同の機運が高まっていた。そうした機運の下、1920年12月になると東京電灯株式会社による東信電気の合併計画が表沙汰となった。

### 東京電灯への電気事業移管

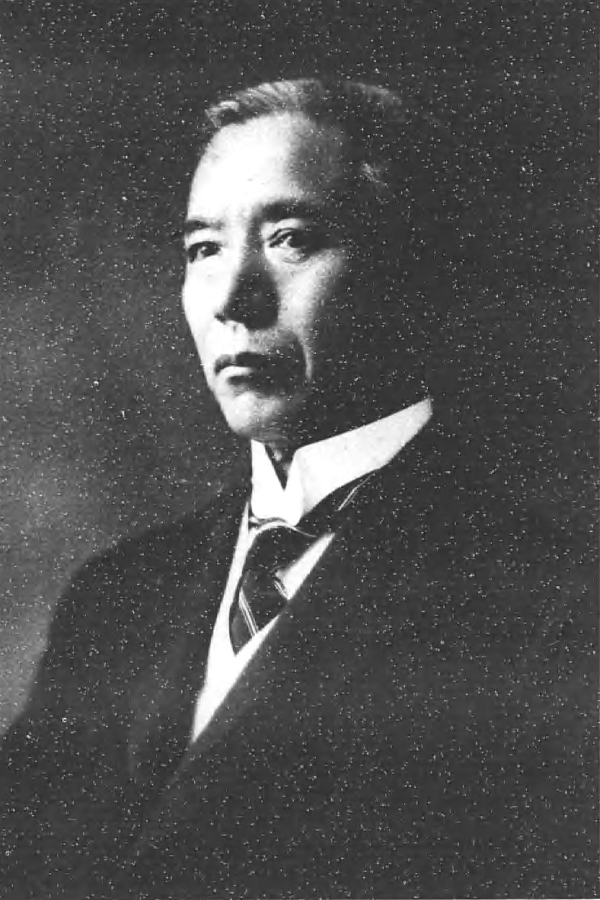
拡張時代の東京電灯社長神戸挙一

関東地方最大の電力会社である東京電灯は、明治末期以来山梨県東部を流れる桂川（相模川）の水力発電所を電源として東京市内とその近郊ならびに八王子方面へと供給していたが、1920年3月に東京市場で競合する日本電灯を合併すると事業合同を活発化させ、事業規模を急速に拡大した。東京電灯が日本電灯に続いて合併に踏み切った相手が先に触れた利根発電であり、1920年12月13日付で合併契約を交わした。この利根発電の合併実施は翌1921年4月1日付であるが、東京電灯は合併実行を待たずさらに神奈川県の電力会社横浜電気、そして東信電気と合併交渉を進めた。
1920年12月20日、東京電灯と東信電気の間で統合に関する覚書が交わされた。その内容は、東信電気が新たに資本金500万円の「第二東信電気株式会社」を立ち上げ、同社へと東信電気の電気工作物一切を移した上で東京電灯へと吸収させる、というもので、純粋な吸収合併契約であった利根発電や横浜電気との契約とは異なる形が採られた。変則的な合併契約となった理由は、立地条件が良く建設費が廉価であった発電所の取得を狙うものの、成績不振の他事業は電気事業と無関係であるとして東京電灯が継承を拒否したためであったとされる。1921年1月13日、東信電気は臨時総会にて既設電気工作物の出資による第二東信電気の設立を決議した。その翌日箕輪発電所が、同年3月には土村第三発電所が完成をみた。双方とも既設2発電所と同じく南佐久郡小海村にあり、発電所出力は箕輪発電所が出力4600キロワット、土村第三発電所が1050キロワットであった。
1921年5月17日、資本金500万円で第二東信電気株式会社が発足した。4か所の発電所を含む東信電気から出資の既設電気工作物は490万円と評価され、現物出資の対価として第二東信電気の株式9万8000株（額面50円全額払込）を受け取っている。この第二東信電気は、同年6月6日付で東京電灯との間に合併契約を締結した。合併契約の大要は、存続会社の東京電灯は資本金を500万円増加し、解散する第二東信電気の株主に対し合併新株を持株1株につき1株交付する（対等合併）、というものである。東信電気が工事費調達のために発行していた社債200万円分も第二東信電気を通じて東京電灯に償還義務が移っており、東京電灯側としては計700万円で東信電気の電気工作物を買収する形であったともいえる。6月23日に東京電灯・第二東信電気はそれぞれ株主総会を開き合併を決議した。
1921年10月1日、東京電灯と第二東信電気の合併が成立した。東京電灯側から見ると同年4月の利根発電、5月の横浜電気に続く合併である。同社は同年12月高崎水力電気も吸収し、その後も1926年（大正15年）にかけて関東地方に供給区域を持つ電力会社や関東方面に送電する発電会社を次々と合併していった。一方東信電気側は東京電灯による第二東信電気の吸収に伴い、保有していた第二東信電気の株式9万8000株が東京電灯の株式に置き換えられ、一時的にではあるが東京電灯の筆頭株主に登った。

## 沿革：拡大期
以下、電気事業を拡大する1921年以降の沿革について記述する。

### 高瀬川開発で再出発

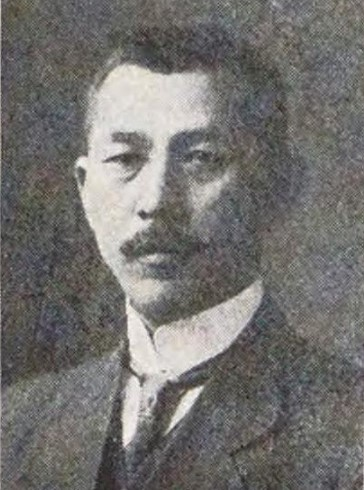
高瀬川開発に携わった南沢宇忠治

既設の発電所を第二東信電気を通じて東京電灯に引き渡した結果、東信電気は一旦電気事業を失い未開発水利権と不振の化学部事業・水産部事業を持つだけの会社となった。しかしながら東信電気はその後も電源開発を続行し、電気事業として存続する道を選んだ。東信電気が千曲川（信濃川）上流部に代わる電源開発の対象として選んだ地は長野県中信地方を流れる信濃川水系高瀬川である。
高瀬川への進出は明治水力電気株式会社という別会社の合併によって実行された。明治水力電気は1918年8月21日、資本金350万円で大阪市西区に設立。長野県北安曇郡大町（現・大町市）に電気化学工場を建設予定の大阪亜鉛鉱業に対する電力供給を行うべく、高瀬川で3か所の発電所建設を計画していた。資本的には藤田組系であり、社長は田中隆三が務めた。また取締役の南沢宇忠治が工事の設計を担当した。東信電気がこの明治水力電気との間に合併契約を締結したのは第二東信電気設立手続き中の1921年2月21日付である。3月15日には臨時株主総会にて合併が承認された。合併契約の概略は、存続会社の東信電気は資本金を100万円増加し、合併新株を明治水力電気の株主に対し持株7株につき2株の割合で交付する、南沢宇忠治を取締役に選出する、将来的に東信電気が大町に工場を建設する際には大阪亜鉛鉱業は便宜を図る、というものであった。
1921年6月1日、東信電気は明治水力電気を合併した。すでに着手済みの高瀬川第一発電所工事を引き継いだほか、翌1922年に高瀬川第三発電所、高瀬川第二発電所の順に着工した。同年12月、まず高瀬川第一発電所（出力3000キロワット）を完成させ、暫定的に工事用電源として運転を始めた。次いで1924年（大正13年）8月に高瀬川第二発電所（出力2400キロワット）と高瀬川第三発電所（出力2万3400キロワット）の運転を開始し、電気事業を再開業した。上流側から第三発電所・第二発電所・第一発電所の順に配置されており、3か所とも北安曇郡平村（現・大町市）に立地する。これら高瀬川系発電所の発生電力はすべて東京電灯が購入した。発生電力は第三発電所構内に東京電灯が設けた変電所で154キロボルトへと昇圧され、同社の手によって横浜方面へと送電された。
1925年（大正14年）1月にはさらに高瀬川第四発電所（出力2400キロワット）と高瀬川第五発電所（出力6300キロワット）の運転も開始した。これらも北安曇郡平村にあり、第四発電所は第三発電所の上流、第五発電所はそのさらに上流側に立地する。第四・第五両発電所の発生電力も東京電灯が購入した。
一連の高瀬川開発にあたり、東信電気は東京電灯との関係が経営面でも緊密化した。その発端は、関東大震災直後の金融混乱に際して東京電灯が東信電気の資金調達を手形の裏書保証という形で支援したことにある。東京電灯は高瀬川第四・第五発電所の開発でも同様の支援を行い、さらに1925年12月には東信電気株式最大6万株の買い付けを決定した。株式取得は電力需給関係を踏まえ東信電気の経営にも関与するのが自社の事業経営上有利と判断したためであった。東京電灯による発電会社に対する支援・出資は東信電気以外でも行われており、積極的な事業統合を行いつつ統合から漏れた発電会社とは関係を緊密化することで関東電力市場の独占を目指す狙いがあったとされる。なお1927年（昭和2年）3月に東京電灯の社内整理で持株会社の東電証券株式会社が新設されたため、東京電灯が持つ東信電気株式は東電証券へと移されている。

### 再度の千曲川開発

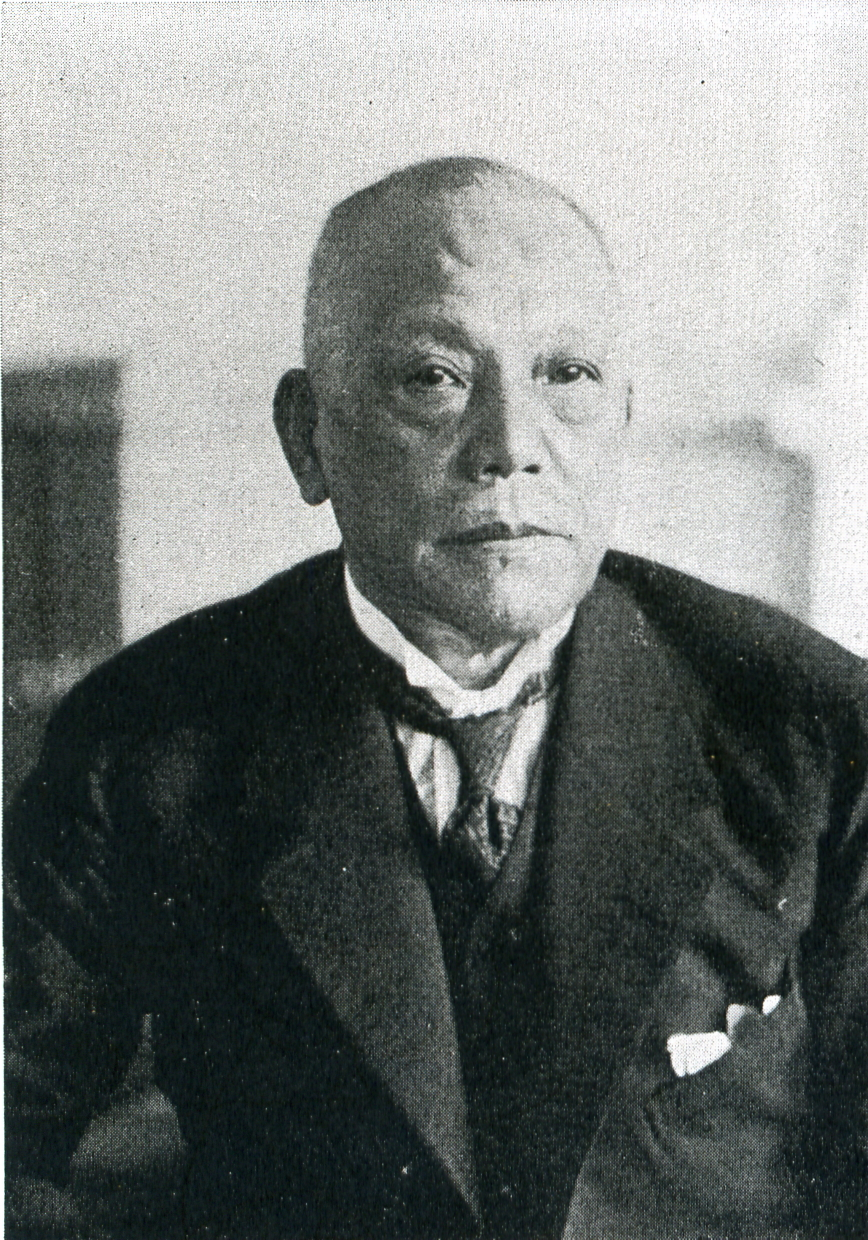
千曲川電力に関係した山本条太郎

高瀬川第四・第五発電所が完成すると、東信電気では続いて千曲川で穂積・海瀬両発電所の建設に着手し、1925年12月よりそれらの運転を開始した。穂積発電所は出力6500キロワットで長野県南佐久郡穂積村（現・佐久穂町）、海瀬発電所は出力3800キロワットで南佐久郡海瀬村（同）に位置する。千曲川のうち東京電灯へ移管した4発電所よりも下流側にあたる地点であり、ここでは4発電所を移管した後も水利権を東信電気で保持したままであった。ここでも発生電力の売電を東京電灯と契約している。なお工事中の1925年10月に1400万円の増資を決議し、資本金を2500万円としている。
1925年7月22日、東信電気も出資者となって千曲川水電株式会社を設立した。資本金は200万円。社長は鈴木忠治でその他の役員も全員東信電気の人物が務める。続いて1925年12月19日、同じく東信電気も資本参加して千曲川電力株式会社を設立した。千曲川電力の方は資本金は1000万円で、社長は鈴木三郎助、専務は森矗昶が務め、取締役には山本条太郎・佐々木久二など東信電気関係者以外も名を連ねた。1926年4月27日、千曲川電力が千曲川水電を合併し、資本金を200万円増加する。そして同年12月8日、東信電気はこの千曲川電力との間に合併契約を締結した。千曲川電力との間に交わした合併契約の概略は、存続会社の東信電気は資本金を675万円増加し、解散する千曲川電力の株主に対し持株10株につき合併新株を9株の割合で交付する（ただし自社保有分9万株・450万円分は消却）、というものであった。
千曲川電力の合併は12月24日に株主総会にて決議されたのち、翌1927年3月31日付で実施された。吸収された千曲川電力は小諸発電所（出力1万4800キロワット）を建設中であり、東信電気ではこれを完成させて同年10月より運転を開始した。小諸発電所は千曲川の既設発電所よりも下流側、長野県北佐久郡小諸町（現・小諸市）に位置し、千曲川や支流湯川などから取水する。さらに3年後の1930年（昭和5年）12月には千曲川で島河原発電所（出力1万4800キロワット）の運転も開始した。同発電所は小諸発電所のさらに下流側にあたる北佐久郡北御牧村（現・東御市）に位置する。小諸・島河原両発電所の発生電力も東京電灯へと供給された。
東信地方での事業を再開する中で東信電気は1924年4月18日付で逓信省より電気事業の経営許可を得、電気事業法に基づく電気事業者となった。ただし供給区域は長野県南佐久郡南相木村の1村のみに限られる。同村への供給は翌1925年4月より開始した。南相木村の北隣にある北相木村と南隣にあたる川上村では長野電灯が1924年より配電していたが、そこに東信電気が割り込んで供給した理由は不明。ただし南相木村での配電は短期間で、1930年6月になって同村における電気事業一切を長野電灯へと譲渡している。再び供給区域がなくった東信電気は法的な位置づけが元の電気事業法準用事業者に戻ったが、1932年（昭和7年）の改正電気事業法施行後は正規の電気事業者（特定供給事業者）として扱われるようになった。
電気事業が順調に拡大していく中、東信電気は1924年10月に電気事業専業化を決定し兼業部門を処分する方針を決めた。兼業部門のうち旧総房水産から引き継いだ水産部の清海・館山両工場については元総房水産常務の森矗昶へと返還する話がまとまり、1925年12月27日、20万円余りで「森興業株式会社」という森の持株会社へ売却した。森への事業返還は総房水産との合併以来の働きに対する論功行賞の意味があったとされる。森は返還された事業を元に1926年10月5日、自身を社長とする日本沃度株式会社を設立。ヨードや塩化カリウム製造を短期間で拡張し販路をソビエト連邦へと拡大、海草採取のため北海道・樺太・済州島にも進出したが、昭和金融恐慌以降の不況で縮小を余儀なくされた。なお森矗昶は1927年4月より東信電気の専務取締役も兼ねている。

### 阿賀野川開発へ

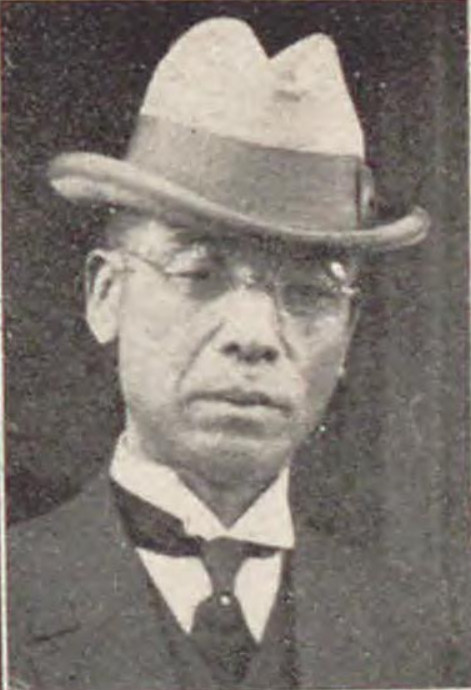
岩越電力から東信電気へ転じた浦山助太郎

千曲川・高瀬川と長野県内に限って電源開発を展開してきた東信電気だが、1927年からは福島・新潟両県を流れる阿賀野川（福島県内では「阿賀川」）にも進出した。阿賀野川進出は岩越電力株式会社および第二岩越電力株式会社の合併によるものである。
阿賀野川ではまず1920年11月、新潟県側で桂川電力が水利権を得た。許可地点は東蒲原郡豊実村・両鹿瀬村（現・阿賀町）にまたがる区間である。この桂川電力は1910年（明治43年）に雨宮敬次郎や安田財閥らによって設立された電力会社で、山梨県東部を流れる桂川（相模川）に発電所を建設し東京市内配電を担う姉妹会社日本電灯へと売電していた。供給先の日本電灯が東京電灯に吸収されたのち、桂川電力も1922年2月に東京電灯へと吸収された。この合併にあたって、阿賀野川水利権を東京電灯から切り離し別会社で開発させる計画が立てられた。3年後の1925年8月21日、岩越電力が資本金500万円で東京に設立される。新潟県側での阿賀野川開発のための会社で、当初の取締役は浦山助太郎・広瀬為久・田邊宗英・山崎四郎の4名（すべて元桂川電力関係者）が務めた。取締役には1926年6月に飛嶋文吉（建設業）らが加わった。
一方、阿賀野川のうち福島県河沼郡上野尻村（現・西会津町）から新潟県東蒲原郡豊実村までの区間では1919年12月に大島要三ら岩越電力発起人が福島・新潟両県当局に水利権を出願していた。競願が多く審査は長期化したが、1927年5月にようやく水利権が許可された。許可を機に同年6月21日付で第二岩越電力が設立される。資本金は500万円で、浦山・広瀬・田邊・飛嶋らが取締役を務めた。
岩越電力は東信電気などと同じく東京電灯への電力供給を予定していたが、当時の東京電灯は不況下にもかかわらず増え続ける発電会社からの買電に圧迫される状況にあった。しかしながら買電自体の削減は困難であるため、同社では発電会社同士の統合による経費削減で買電料金圧縮の余地を生み出す方針を立てた。その一環として東信電気と岩越電力の合併に乗り出し交渉を進めた結果、1927年8月8日、東信電気と岩越電力・第二岩越電力との間に合併契約が成立した。合併条件はどちらも対等合併であり、合併による東信電気の資本金増加は1000万円である。同年8月27日、株主総会での合併決議とともに岩越電力・第二岩越電力常務の浦山助太郎が東信電気取締役に加えられた。そして11月1日付で両社の合併が実行に移され、東信電気は阿賀野川における開発計画を引き継いだ。
阿賀野川に進出した東信電気は立て続けにダム式の大型発電所を完成させた。1つ目は下流側、新潟県東蒲原郡両鹿瀬村に建設した鹿瀬発電所である。1928年（昭和3年）12月より運転を開始した。阿賀野川を堰き止める鹿瀬ダムの左岸にあり、4万400キロワットの出力を有する。2つ目の発電所は上流側、福島県境に近い東蒲原郡豊実村の豊実発電所で、1929年（昭和4年）12月より運転を始めた。使用水量は鹿瀬発電所とほぼ同じだが有効落差が大きい分発電所出力は4万4800キロワットと大きい。鹿瀬・豊実両発電所もまた東京電灯に対する供給用であり、両発電所には東京電灯の送電線が接続した。
開発中の1929年7月12日、東信電気は阿賀川水力電気株式会社との間に合併契約を締結した。同社は阿賀川の豊実発電所上流側に水利権を持つ会社で、第二岩越電力と同じ1927年5月に水利権が許可されたことで1927年10月25日付で設立されていた。資本金は300万円で、新潟市に本社を置く電力会社新潟水力電気（後の新潟電力）が株式の8割を持っていた。そのため阿賀川水力電気の本社は新潟水力電気社内に置かれ、社長も同社社長の白勢量作が兼ねた。東信電気が阿賀川水力電気合併に踏み切ったのは開発計画の見直しと一河川一会社での経営を実現するためで、1929年7月27日に株主総会で決議ののち同年10月1日付で合併を実施した。合併条件は、東信電気は資本金を150万円増加し、解散する阿賀川水力電気の株主に対し持株2株（27円50銭払込）につき合併新株1株（額面50円払込済み）を交付する、というものであった。この合併により東信電気が持つ阿賀野川（阿賀川）水利権は只見川合流点から鹿瀬までの区間へと広がった。

### 吾妻川電力の合併

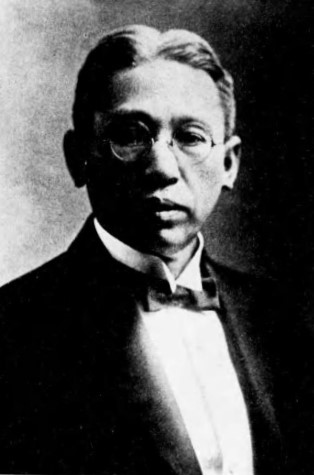
東信電気第2代社長鈴木忠治

1929年上期、東電証券（東京電灯）が旧岩越電力関係などから東信電気株式を引き取って持株を一挙に10万株以上増やし、鈴木家を抑えて東信電気の筆頭株主に登った。持株比率は17パーセント余りであり、以後東電証券は東信電気の解散までその持株比率を維持し続けている。
1931年（昭和6年）3月、会社設立以来の社長鈴木三郎助が死去し、同年4月鈴木忠治が第2代社長に就任した。鈴木忠治は三郎助の実弟であり、鈴木家の本業鈴木商店（味の素）で長年専務として兄の補佐役であった。忠治は鈴木商店でも兄の後継として社長に就きその後も同社の経営に軸足を置いたため、兄同様東信電気の経営はもっぱら専務の森矗昶に託した。鈴木忠治が社長となった1931年上期の決算で東信電気は1929年下期に続く2度目の減配を行い、配当率を年率8パーセントへと引き下げた。1925年上期から9期4年半続いた年率12パーセント配当に比して3分の1の減少である。減配は東京電灯から受け取る電力料収入が頭打ちとなったことによる。先に触れたように東京電灯は過剰な買電負担に苦慮しており、1928年12月に東信電気との契約料金（1キロワットあたりの単価）を引き下げたのに続き、1930年12月には東信電気を含む計6社との契約料金について更改期でないにもかかわらず1割引きを宣言した。以後も契約更改のたびに料金が引き下げられていく。
1933年（昭和8年）1月10日、東信電気は吾妻川電力株式会社との間に合併契約を締結した。同社は1922年12月に設立された東京電灯傘下の発電会社である。群馬県北西部を流れる利根川水系吾妻川の開発を担当しており、上流側から順に田代発電所・今井発電所・羽根尾発電所・大津発電所の4発電所（総出力2万6200キロワット）を運転し、その発生電力を東京電灯への売電ないし発電所地元（吾妻郡嬬恋村・長野原町）での一般供給にあてていた。しかし5か所目となる西窪発電所（田代発電所と今井発電所の間に位置する）の建設を供給先の東京電灯から延期するよう求められたことで負債が嵩み、1930年代初頭には業績が悪化していた。東信電気と吾妻川電力の合併は千曲川の発電所と吾妻川の発電所が県境を挟んで近接しており送電連絡が容易であること、広瀬為久・浦山助太郎が両社の役員を兼ねることから話が進められ、合併による経費削減と金融緩和の狙いから実現の運びとなった。
吾妻川電力は配当率が年率2パーセントに低迷しており東信電気の配当率と開きがあったことから合併比率は7対2に設定された。すなわち東信電気は資本金を228万5000円増加し、解散する吾妻川電力（資本金800万円）の株主に対し持株7株につき合併新株2株を交付するという条件であった。なお東信電気は吾妻川電力の株式50株（2500円分）を保有したがこの分は合併で消却と定められた。合併は1933年1月30日開催の株主総会で承認ののち、同年6月1日付で実施された。合併をうけて東信電気では株式の未払込金を徴収して負債の整理を進めつつ西窪発電所の工事を続行し、同年12月1日より同発電所からの送電を開始した。発電所出力は1万9000キロワットで、これも東京電灯への売電に充てられている。合併を挟んだ1933年上期決算は事業収入増加と配当収入増加（後述の昭和肥料の配当開始による）で年率9パーセントへの増配を達成した。
吾妻川電力に続いて東信電気は東洋水力電気株式会社との間に1933年11月6日付で合併契約を締結した。同社は1928年2月27日に資本金100万円にて設立された東信電気の子会社で、鹿瀬発電所よりも下流側の阿賀野川と支流新谷川に水利権を持っていた。合併比率は1対1とされたが、2万株のうち1万9050株を東信電気で保有しておりこの分は消却したため合併に伴う東信電気の資本金増加は4万7500円に過ぎない。合併は1933年11月25日開催の株主総会で承認ののち、翌1934年（昭和9年）4月1日付で実施された。また東洋水力電気の合併とは別に、1933年11月の株主総会では半額増資（2276万7500円の増資）も決議されている。合併・増資後の資本金は6835万円である。

### 昭和肥料と日本電気工業

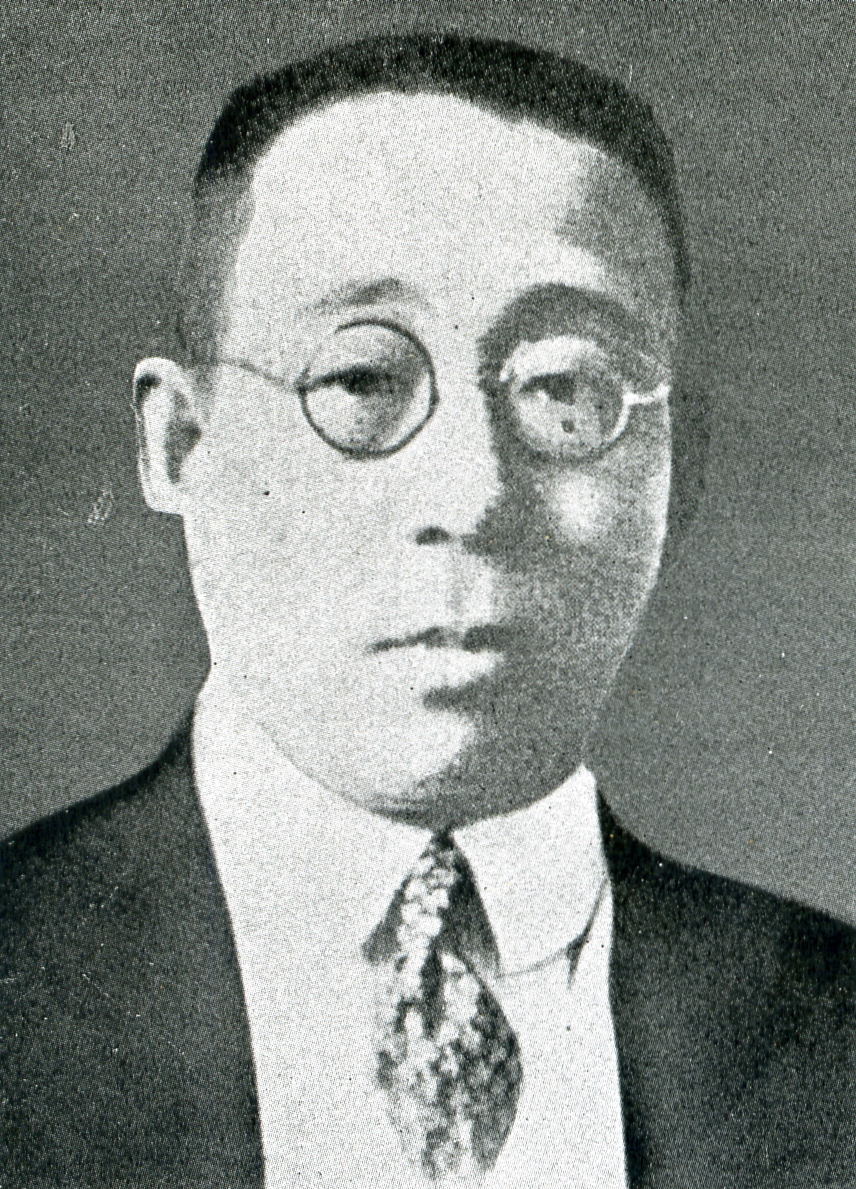
昭和肥料初代会長若尾璋八

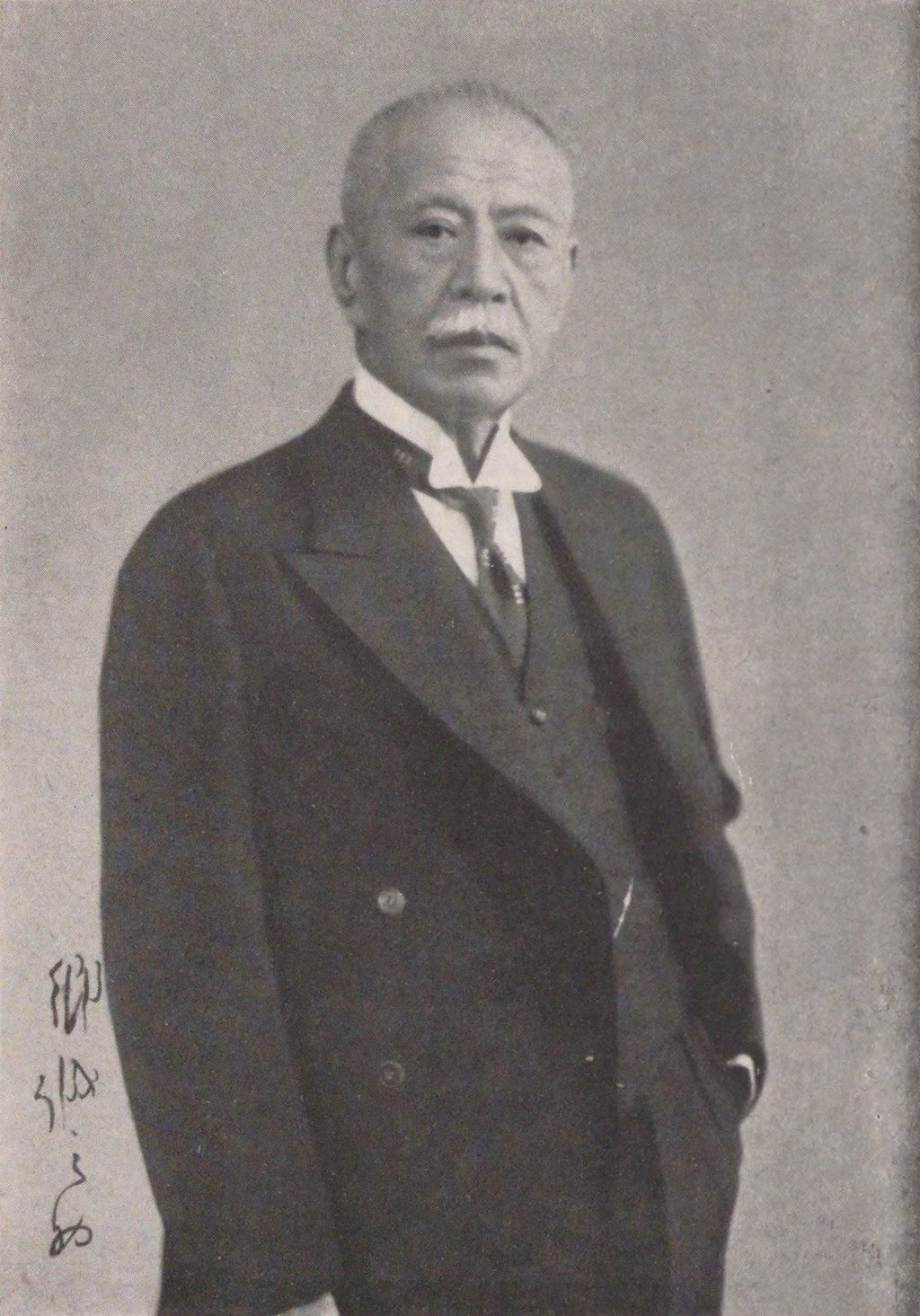
昭和肥料第2代会長郷誠之助

これまで触れてきたように、東京電灯は1920年代後半以後、増え続ける購入電力とその費用負担に悩まされ続けていた。これらの購入電力は多くが自社で資金援助をしている発電会社から引き取っているもののため、発電量の増加が需要増加率を超えて余剰電力と化しても買電打ち切りは困難であった。かくして大量の余剰電力を抱えた東京電灯では、電力をただ配電するのではなく自ら消費する必要に迫られた。そこで規模の大きい発電会社である東信電気に対し、購入電力の8割を3分の2の価格で売り戻すので需要先を開拓してほしいと依頼したのであった。
東信電気では専務の森矗昶を中心に電気化学工業起業の検討に入った。設立時の起業目的であった塩素酸カリウム事業は1920年代後半の段階でもなおマッチトラストの影響が強く再開は不可能であるため、新たに窒素肥料事業、中でも石灰窒素製造と合成アンモニアによる硫酸アンモニウム（合成硫安）製造への進出を決定した。石灰窒素製造では中間製品の炭化カルシウム（カーバイド）を電気炉で製造する際に、アンモニア合成では原料水素を電気分解で生産する際に大量の電力を消費可能である。東信電気と東京電灯は共同出資による新会社設立に関して合意し、1928年10月22日、資本金1000万円で「昭和肥料株式会社」を設立した。役員は東信電気・東京電灯両社から選ばれ、会長に東京電灯社長の若尾璋八、社長に鈴木三郎助、専務に森矗昶がそれぞれ就任した。ただし実際に会社の主宰者となったのは専務の森である。
昭和肥料は設立後ただちに石灰窒素工場の建設に取り掛かった。工場建設地は新潟県東蒲原郡両鹿瀬村、鹿瀬発電所のすぐ下流側である。工場の所要電力については東京電灯経由で鹿瀬発電所から受電する契約を結んだ。この鹿瀬工場では1929年10月から12月にかけてカーバイド炉が操業に入ったのち、翌1930年2月にかけて窒化炉も完成し、2月11日より石灰窒素出荷を開始した。製品は全国購買組合連合会（全購連。全国農業協同組合連合会の前身）を通じて販売したが、世界恐慌の影響や業界の供給過剰で業績は振るわなかった。硫安工場については神奈川県川崎市の埋立地扇町への建設が決定されて1930年7月に着工。川崎工場は翌1931年3月から電解・硫酸工場などが順次操業に入り、4月にはアンモニア合成に成功して合成硫安の製造を開始した。川崎工場も東京電灯からの受電によって操業していた。工場建設中の1930年8月、東京電灯での異動にあわせ同社会長の郷誠之助が昭和肥料でも取締役会長に就いた。また1931年3月に初代社長鈴木三郎助が死去するとしばらく社長空席となったが、1934年10月に専務の森矗昶が第2代社長に昇格している。
昭和肥料の設立に並行して、森矗昶が率いるもう一つの会社、日本沃度株式会社も電気化学工業進出を積極化していた。東信電気から引き取ったヨード事業に代わって同社の中心事業へと発展したのはアルミニウム製錬である。森は昭和肥料設立に続いてアルミニウム製錬に取り組み、まず1933年に個人事業として酸化アルミニウム（アルミナ）工場とアルミニウム製錬工場をそれぞれ神奈川県横浜市恵比須町と長野県北安曇郡大町を開設。翌1934年1月にはアルミニウム製錬に成功し、これを機に横浜・大町両工場を日本沃度の直営に移した。日本沃度ではこのほかにも1932年4月福島県河沼郡日橋村（現・会津若松市）に広田工場を設置し塩素酸カリウムや水酸化ナトリウム（苛性ソーダ）・金属ナトリウムなどの生産を順次開始。同年10月には諏訪電気から長野県東筑摩郡宗賀村（現・塩尻市）の塩尻工場を引き取って金属ケイ素などの生産を開始した。このような事業拡大によって事業内容が社名と一致しなくなったため、1934年3月、日本沃度は「日本電気工業株式会社」へと社名を改めている。
社名変更後も日本電気工業の拡張は続き、まず1934年9月に系列の秩父電気工業を合併し、埼玉県秩父郡影森村（現・秩父市）にあるフェロクロム・フェロマンガン工場を引き継いだ。さらに1922年から閉鎖中である東信電気小海工場の再開も試み、1935年（昭和10年）8月より同工場で電気炉による銑鉄製造を開始した。事業拡張の末に日本電気工業は工場以外も含め計13の事業場を抱え約40種の製品を製造する化学工業会社へと発展した。さらに20社以上の関係会社も擁しており、森が率いる日本電気工業を中心とする企業集団は「森コンツェルン」と呼ばれた。
昭和肥料・日本電気工業が消費する電力は膨大であった。逓信省の資料によると、1937年（昭和12年）末時点における昭和肥料の東京電灯からの受電高は鹿瀬工場が4万キロワット、川崎工場が8万キロワット。日本電気工業では地元の電力会社からも受電する工場もあるが、東京電灯からの受電高に限ると広田工場が3000キロワット、影森工場が7500キロワット、横浜工場が6000キロワット、大町工場が1万3500キロワット、小海工場が5000キロワットであった。

### 電源開発再開と電力国家管理

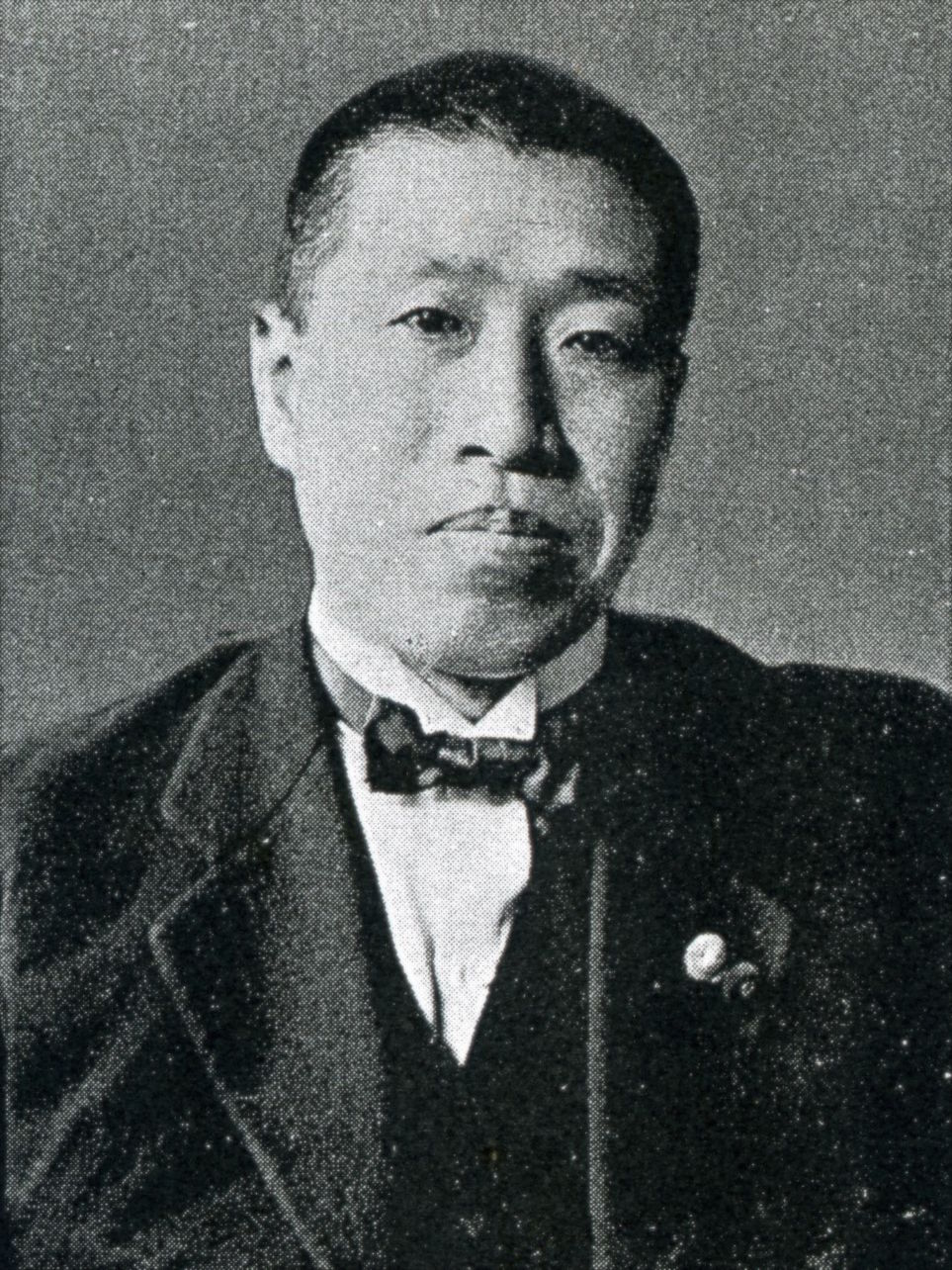
第1次電力国家管理を推進した逓信大臣永井柳太郎

1930年代半ばになると、景気回復に伴う電力需要の増加から東京電灯では余剰電力の解消が進み、それにつれて新規の購入電力を受け付けるようになった。先述のとおり1930年の島河原発電所完成以来、東信電気では発電所の新規着工がなかったが、1936年（昭和11年）6月になって阿賀川で新郷発電所を着工した。同発電所は旧阿賀川水力電気から引き継いだ水利権を2分割の上でダム式発電所へと計画変更した地点の上流側にあたる。既設豊実発電所よりも上流側の福島県鹿沼郡新郷村（現・喜多方市）に位置する。新郷発電所の電力についても東京電灯と供給を契約している。
次いで1937年7月、千曲川に塩川発電所を着工した。既設島河原発電所の下流側にあたる長野県小県郡塩川村（現・上田市）に位置し、発電所出力は7000キロワットである。1938年（昭和13年）10月より運転を開始し、東京電灯への送電を始めた。さらに1937年9月には高瀬川に常盤発電所を着工した。信濃川水系高瀬川で6番目となる発電所であり、既設高瀬川第一発電所の放水に高瀬川からの再取水を加えて発電する。所在地は長野県北安曇郡常盤村（現・大町市）、発電所出力は1万100キロワットで、1939年（昭和14年）4月に竣工した。既設発電所とは異なり日本電気工業大町工場に直接送電線を繋いで同工場の電源として運転される。
一般供給にも動きがあり、1936年7月に草津電気鉄道（後の草軽電気鉄道）と同社電灯部の事業を譲り受ける旨の契約を交わし、翌1937年11月30日付で事業を継承した。また同年6月、小規模事業の整理・統合を進めるという逓信省の方針に基づき東京地方逓信局より深沢産業・小雨電灯という2つの小規模事業者を統合するよう勧告を受けた。東信電気では勧告に応じて1938年3月1日付で両社の電気事業を引き継いでいる。これらの統合で、東信電気の供給区域は旧吾妻川電力区域の2村から増えて群馬県吾妻郡の4町村となった（詳細は下記#供給区域参照）。
東信電気が電源開発を再開した1930年代後半、政府内では国家による電気事業の管理・統制を目指すいわゆる「電力国家管理」政策が急速に具体化されつつあった。そして日中戦争勃発後の1938年4月、国策会社日本発送電を通じた発送電事業の政府管理を規定する「電力管理法」と関連法3法の公布という形で一旦決着をみた。そして翌1939年4月1日、電力国家管理の担い手たる日本発送電株式会社が発足した。この日本発送電設立に際しては全国の事業者から出力1万キロワット超の火力発電所と送電電圧100キロボルト以上の全送電線、60キロボルト以上の送電幹線が現物出資の形で同社へと集められた。東信電気の設備では以下の送電線・変電所が出資対象となっている。
- 送電設備 ： 島河原連絡線（島河原発電所 - 島河原変電所間[117]）・上信線（東京電灯吾妻川変電所 - 島河原変電所間[117]）・上信線西窪支線（上信線 - 西窪発電所間[117]）
- 変電設備 ： 島河原変電所（長野県北佐久郡北御牧村[117]）・笹平変電所（長野県北安曇郡平村[118]）

出資設備の評価額は211万1954円とされ、出資の対価として東信電気には日本発送電の株式4万2239株（額面50円全額払込済み、払込総額211万1950円）と現金4円が交付された。この出資設備が固定資産に占める割合は1.7パーセントと小さいため経営への影響はなかった。また日本発送電の設立に伴い従来東京電灯へと供給していた自社発電所の発生電力は日本発送電へと供給先が切り替えられた。同社設立後の1939年8月より阿賀川の新郷発電所（出力3万8700キロワット）が運転を開始したが、その送電先も東京電灯ではなく日本発送電となっている。1939年上期の供給電力量は6億5834万キロワット時で、日本発送電東京支店管内の電源としては東京電灯に次ぐ供給量であった。
1939年6月、東信電気は株主総会にて建設資金調達のため半額増資で資本金を1億252万5000円へと引き上げると決定した。そして同月新郷発電所と豊実発電所の間にあたる福島県耶麻郡山郷村（現・喜多方市）に山郷発電所を着工している。この総会では副社長・常務職の追加も決定され、社長の鈴木忠治は留任ながら専務の森矗昶は副社長、取締役の浦山助太郎は専務へとそれぞれ昇格した。

### 昭和電工の発足
森矗昶率いる日本電気工業がアルミニウム製錬事業を拡大した1930年代後半、特に日中戦争勃発後の時期には航空機資材としてアルミニウムの需用が急増していたが、日本国内にある計6社のアルミニウムメーカーが有する生産能力は需要よりもはるかに少なく、輸入依存度が高い状況にあった。そうした中の1938年4月、東京電灯と古河財閥系の古河電気工業が組んで新しいアルミニウムメーカー日本軽金属株式会社を設立するという計画を立ち上げた。これまでアルミニウム産業の支援に消極的であった日本政府も新会社を後援する姿勢を示し、新会社を国策会社の扱いとして建設資金調達や資材確保の面などで優先的に支援する方針を打ち出し、既存メーカーに対しても新会社に対する出資を要望した。しかしこうした政府の方針はこれまで独力で事業を育ててきた既存メーカーの猛反発を招いたため、結局日本軽金属の国策会社化は断念され、同社は1939年3月東京電灯と古河電気工業の共同出資による純民間会社として発足をみた。
ただし流産したとはいえ国策会社・日本軽金属の設立案が既存メーカーに与えた衝撃は大きく、日本電気工業に関しては、日本軽金属の参入に備えた競争力強化の策として昭和肥料・東信電気を交えた3社合併構想が浮上する契機となった。3社合併構想の主導者は日本電気工業・昭和肥料両社の社長と東信電気専務を兼ねる森矗昶である。豊富な電源・資本を持つ東京電灯が関係する日本軽金属に対抗するため、日本電気工業も東信電気と統合して豊富な電源を確保しようというのが森の狙いであった。しかし日本電気工業・昭和肥料両社は3社合併構想に賛同したものの、森の支配力が低い東信電気は合併に難色を示した。東信電気が問題視した点は、堅実経営を続ける自社に比して、戦時下の肥料事業統制で業績が下降傾向にあった昭和肥料や軍需を背景として事業拡張に邁進するものの内容整理が不完全な日本電気工業は経営成績が劣ることにあったという。結局東信電気は合併構想からの離脱を選択した。
東信電気が合併構想から離脱したものの、日本電気工業と昭和肥料は合併による経営の合理化を図るべく、1939年2月23日、2社だけで合併契約を締結した。その大要は、両社の新設合併によって資本金1億1000万円の新会社・昭和電工株式会社を設立するというものである。同年6月1日、創立総会が開かれ、11の工場と5つのその他事業場を擁する化学メーカー昭和電工が発足した。初代社長には森矗昶、副社長には昭和肥料専務の高橋保が就任している。合併に際し、昭和肥料の第2位株主（筆頭株主は東京電灯）かつ日本電気工業の株主であった東信電気は、昭和電工の株式のうち約14パーセント（220万株のうち30万3200株）を持つ筆頭株主となった。
日本電気工業・昭和肥料合併の狙いの一つに、昭和肥料鹿瀬工場が有する東信電気新郷発電所からの受電権を日本電気工業が福島県耶麻郡喜多方町（現・喜多方市）に新設予定の新アルミニウム製錬工場に転用する、というものがあった。この昭和電工喜多方工場は1940年（昭和15年）8月に着工されたが、操業開始は東信電気存続中には間に合わず1944年（昭和19年）のことであった。この喜多方工場以外にも、阿賀野川水系の電力を活用するアルミニウム製錬工場として日本軽金属新潟工場が出現した。静岡県に主力工場を構える日本軽金属が新潟進出を決定した経緯は、大井川の自家用発電所計画が逓信省の意向で白紙化された際に同省の勧めで阿賀野川系発電所の余剰電力活用に計画を転換したことによる。工場は1941年（昭和16年）1月に操業を開始。工場には鹿瀬発電所から送電線が引かれた。
1940年7月および9月、森矗昶は肥料事業統制を目的とする国策会社日本肥料株式会社の理事長とアルミニウム事業統制を目的とする国策会社帝国アルミニウム統制株式会社の社長に就任した。両社の代表者は原則兼業禁止であるため、森はまず同年8月昭和電工社長から退いた。昭和電工の後任社長には鈴木忠治が鈴木商店（味の素）社長から転じて就任している。次いで9月30日、東信電気副社長についても取締役とともに辞職し会社から離れた。後任副社長には同年10月、専務の浦山助太郎が昇格した。
東信電気では1930年代半ば以後の業績回復期にあっても固定資産の減価償却を優先し増配はせず年率9パーセントの配当率を維持するという堅実経営路線を採っていたが、1930年代末になると償却額を減らし有価証券投資を増加させる、すなわち関係会社に対する投資を増やす方針に転じた。この時期に設立された関係会社には江界水力電気株式会社がある。同社は東洋拓殖・東京電灯・東信電気・昭和電工4社の共同出資により資本金5000万円で1938年2月に設立。朝鮮北部の平安北道江界郡を流れる禿魯江（とくろこう、鴨緑江支流）でのダム式発電所建設を目的とした。

### 第2次電力国家管理と解散

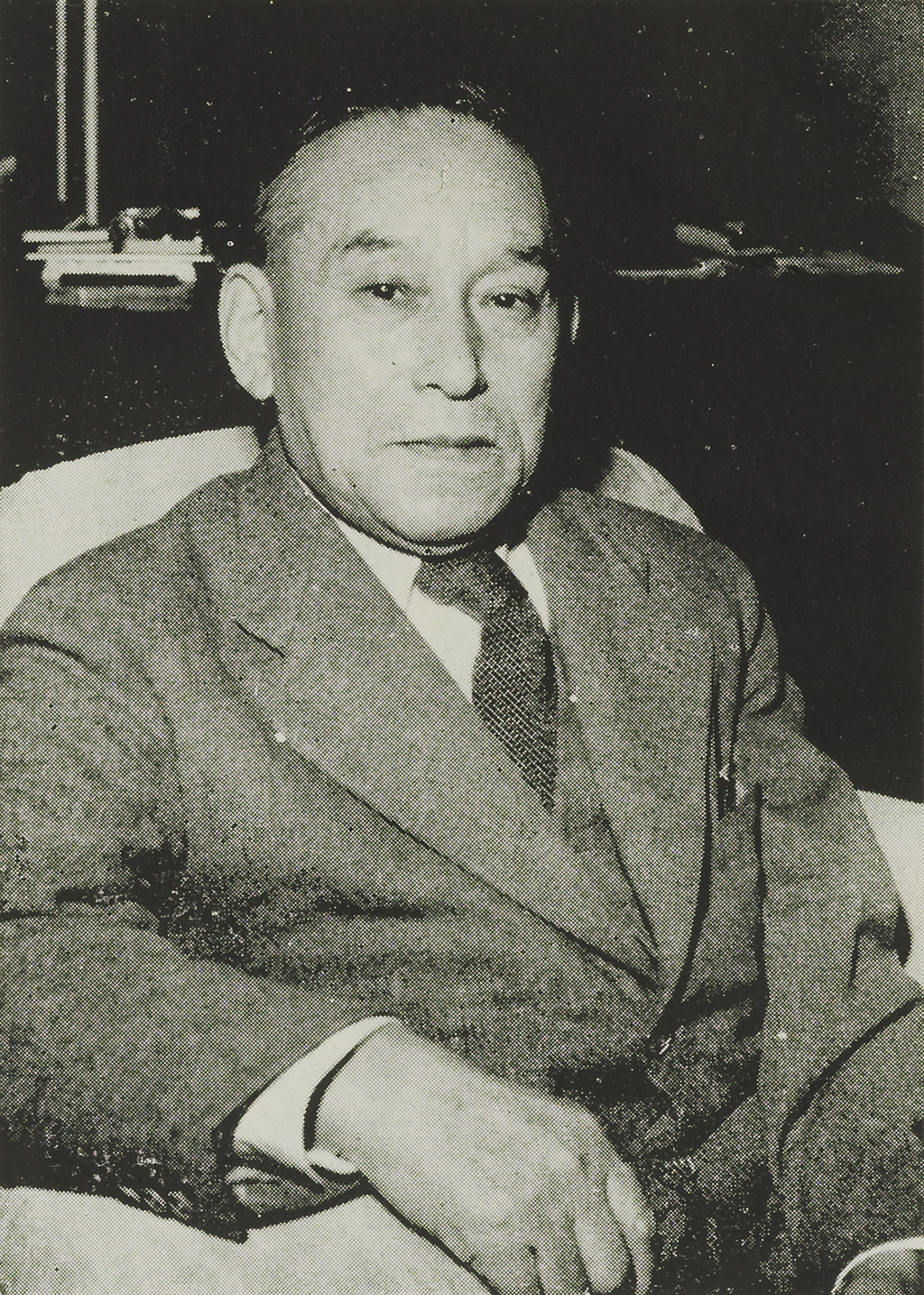
第2次電力国家管理を推進した逓信大臣村田省蔵

前述のように1939年4月に日本発送電が発足し電力国家管理体制が始動したが、同年夏に西日本では大規模な渇水が発生して水力発電量が減退し、これを補うはずの火力発電も燃料石炭調達の難航で満足に運転できなかったため、西日本を中心として電力不足に陥った。発足早々の機能不全に電力国家管理体制に対する批判が大きくなったものの、反対に体制強化を目指す動きも強くした。1940年7月、第2次近衛文麿内閣発足で関西財界の村田省蔵が逓信大臣に入ると国家管理強化に向けた動きが本格化する。この第2次電力国家管理は既存事業者の解体にまで踏み込んだもので、既設水力発電所の日本発送電への出資と配電事業の地域別国策配電会社への再編を骨子とした。政府の動きに対して電力業界は当初反発を強め、中でも東信電気副社長浦山助太郎は東邦電力社長の松永安左エ門に並ぶ反対派の急先鋒として反対運動の先頭に立ったが、国家管理強化の流れを止めるには至らず、1941年4月日本発送電帰属設備の対象を変更する電力管理法施行令の改正が実現し、同年8月には配電統制を定めた配電統制令も公布・施行された。
1941年4月の電力管理法施行令改正により、日本発送電帰属設備には出力5000キロワット超の水力発電所やそれに関連する発電所、送電電圧40キロボルト以上の送電線が加えられた。この変更に基づく日本発送電への設備出資命令は同年5月27日付および8月2日付で全国の対象事業者へと発出された。東信電気では1941年5月発出の出資命令を受命しており、以下の設備を日本発送電へと出資することとなった。
- 発電設備 ： 鹿瀬・豊実・新郷・田代・西窪・今井・羽根尾・大津・海瀬・穂積・小諸・島河原・塩川・高瀬川第一・高瀬川第二・高瀬川第三・高瀬川第四・高瀬川第五各発電所
  - 常盤発電所のみ出資対象外
- 送電設備 ： 大津線（大津 - 羽根尾間）・塩川線（塩川 - 島河原変電所間）・笹平線および笹平第二線（高瀬川第四 - 高瀬川第五 - 高瀬川変電所間）

東信電気に関する出資設備の評価額は1億1022万4876円50銭と算定された。出資設備の簿価は積極的な償却により約7180万円まで減っていたため1.5倍の評価益を得たことになる。一方で日本発送電へ社債824万7708円8銭を引き継いだため、評価額から社債継承額を差し引いた金額を元にして日本発送電の株式203万9543株（額面50円払込済み、払込総額1億197万7150円）と現金18円42銭を出資の対価として受け取った。交付株数は対象27事業者の中で東京電灯に次いで多い。設備の引継ぎおよび株式割当は1941年10月1日付で実行された。なお日本発送電への出資対象から唯一外された高瀬川の常盤発電所については、10月中に昭和電工へと譲渡されている。
出資手続き中の1941年7月22日、東信電気は株主総会にて犀川電力株式会社の事業を同社の払込資本金額300万円をもって買収すると決議した。犀川電力は1928年11月5日東京に設立。東信電気が長野電灯・信濃電気・諏訪電気などとともに立ち上げた発電会社で、長野県内を流れる千曲川支流の犀川に水利権を持ち、1939年6月より水内発電所を建設中であった。犀川電力は事業譲渡に伴い1941年9月27日付で解散している。犀川電力の統合で東信電気は水内発電所の工事を引き継いだが、直後の10月に既設発電所とともに日本発送電へと引き渡された。また同様に1939年6月から東信電気が建設中であった阿賀川の山郷発電所も日本発送電へと移された。
1941年7月の総会では群馬県内における電灯電力供給事業とこれに属する財産を東京電灯へ譲渡する件も決議されていた。当該事業は同年10月1日付で譲渡が実施されている。事業を引き取った東京電灯は翌1942年（昭和17年）4月1日、配電統制令に従って国策配電会社関東配電へと統合された。
こうして東信電気はすべての電気事業を手放したものの、1930年代末より有価証券投資額を増やしていたため、しばらくはそのまま持株会社として存続する道を模索した。しかし減資して一部資産を株主へと分配した場合多額の臨時利得税が課されることがわかり、最終的には存続を断念して会社の解散を決めた。1941年12月29日、東信電気は臨時株主総会を開催し、そこでの決議をもって同日解散した。清算手続きにあたって第1回清算分配として定められた旧東信電気株主に対する日本発送電株式の割当比率は持株1株につき1.4株（4分の1払込の新株の場合は持株4株につき1.4株）であった。

## 年表

### 1910・20年代
- 1917年（大正6年）
  - 8月18日 - 東信電気株式会社設立[2]。資本金300万円、本店所在地東京市京橋区南伝馬町1丁目12番地[2]、初代社長鈴木三郎助[7]。
- 1919年（大正8年）
  - 9月1日 - 総房水産株式会社を合併[17]。同時に増資も決議し[18]、資本金を1000万円とする[19]。
  - 12月9日 - 土村第一発電所運転開始により電気事業開業[20]。
- 1920年（大正9年）
  - 1月10日 - 土村第二発電所運転開始[20]。
  - 11月 - 土村第二発電所隣接地の小海工場にて塩素酸カリウムの製造開始[15]。
- 1921年（大正10年）
  - 1月13日 - 株主総会で既設電気工作物の出資による第二東信電気設立を決議[35]。
  - 1月14日 - 箕輪発電所竣工[35]。
  - 3月1日 - 土村第三発電所竣工[35]。
  - 5月17日 - 発電所4か所を含む全既設電気工作物の出資により第二東信電気株式会社（資本金500万円）を設立[27]。
  - 6月1日 - 東信電気は明治水力電気株式会社を合併[44]。資本金1100万円となる[41]。
  - 10月1日 - 東京電灯が第二東信電気を合併[33]。
- 1922年（大正11年）
  - 11月9日 - 小海工場閉鎖、塩素酸カリウム事業から撤退[28]。
  - 12月10日 - 高瀬川第一発電所を工事用として使用開始[46]。
- 1924年（大正13年）
  - 8月5日 - 高瀬川第二発電所運転開始[48]。
  - 8月13日 - 高瀬川第三発電所運転開始[48]。
- 1925年（大正14年）
  - 1月14日 - 高瀬川第四発電所・高瀬川第五発電所の運転開始[49]。
  - 10月30日 - 1400万円の増資を決議し[54]、資本金を2500万円とする[19]。
  - 12月1日 - 穂積発電所・海瀬発電所の運転開始[52]。
  - 12月27日 - 旧総房水産の工場を森矗昶の森興業へと譲渡[71]。
- 1927年（昭和2年）
  - 3月31日 - 千曲川電力株式会社を合併[44]。資本金3175万円となる[19]。
  - 4月26日 - 森矗昶が専務に就任[72]。
  - 10月1日 - 小諸発電所運転開始[59]。
  - 11月1日 - 岩越電力株式会社・第二岩越電力株式会社を合併[44]。資本金4175万円となる[19]。
- 1928年（昭和3年）
  - 10月3日 - 本店住所を東京市京橋区南伝馬町1丁目10番地に変更[140]。
  - 10月22日 - 東京電灯と共同で昭和肥料株式会社を設立[102]。
  - 12月1日 - 鹿瀬発電所運転開始[84]。
- 1929年（昭和4年）
  - 10月1日 - 阿賀川水力電気株式会社を合併[44]。資本金4325万円となる[19]。
  - 12月1日 - 豊実発電所運転開始[86]。

### 1930・40年代
- 1930年（昭和5年）
  - 4月25日 - 本店を東京市京橋区南伝馬町1丁目8番地へ移転[141]。
  - 12月1日 - 島河原発電所運転開始[61]。
- 1931年（昭和6年）
  - 3月1日 - 本店住所を東京市京橋区京橋1丁目6番地3に変更[142]。
  - 4月20日 - 第2代社長に鈴木忠治就任[72]。
- 1932年（昭和7年）
  - 8月1日 - 本店を東京市京橋区宝町1丁目7番地へ移転[143]。新社屋は同年6月竣工の味の素本店ビル[144]。
- 1933年（昭和8年）
  - 6月1日 - 吾妻川電力株式会社を合併[44]。資本金4553万5000円となる[19]。
  - 11月25日 - 2276万7500円の増資決議[145]。
  - 12月1日 - 西窪発電所運転開始[99]。
- 1934年（昭和9年）
  - 4月1日 - 東洋水力電気株式会社を合併[44]。資本金6835万円となる[1]。
- 1937年（昭和12年）
  - 11月30日 - 草津電気鉄道の電気供給事業を譲り受ける[112]。
- 1938年（昭和13年）
  - 3月1日 - 深沢産業・小雨電灯の電気供給事業を譲り受ける[112]。
  - 10月16日 - 塩川発電所運転開始[110]。
- 1939年（昭和14年）
  - 2月19日 - 常盤発電所使用認可[110]。
  - 4月1日 - 日本発送電設立に伴い一部の送電・変電設備を同社へ出資[116]。
  - 6月1日 - 昭和肥料と日本電気工業が合併し昭和電工株式会社が発足[123]。
  - 6月13日 - 3417万5000円の増資を決議し[146]、資本金を1億252万5000円とする[1]。森矗昶が副社長就任[122]。
  - 8月7日 - 新郷発電所運転開始[120]。
- 1940年（昭和15年）
  - 9月30日 - 森矗昶が副社長辞任[130]。
- 1941年（昭和16年）
  - 10月 - 常盤発電所を昭和電工へ譲渡[106]。
  - 10月1日 - 日本発送電への追加設備出資を実施[133]。対象設備は水力発電所18か所と送電線4路線[134]。同時に電灯電力供給事業を東京電灯へ譲渡[139]。
  - 12月29日 - 臨時総会の決議により東信電気解散[3]。

## 発電所

### 発電所一覧表
東信電気が運転した発電所はすべて水力発電所である。第二東信電気を通じて東京電灯へ移管したものも含め、発電所数は合計23か所（うち19か所は自社で完成）に及ぶ。これらの発電所を一覧表にまとめると以下の通りとなる。
- 発電所出力は1939年末時点[147][148][149]。

| 長野県・信濃川水系所在   | 長野県・信濃川水系所在 | 長野県・信濃川水系所在         | 長野県・信濃川水系所在    | 長野県・信濃川水系所在 | 長野県・信濃川水系所在 |
| 発電所名                 | 出力 (kW)              | 所在地                         | 河川名                    | 運転開始               | 備考                   |
| ------------------------ | ---------------------- | ------------------------------ | ------------------------- | ---------------------- | ---------------------- |
| 箕輪                     | 4,600                  | 南佐久郡小海村（現・小海町）   | 千曲川                    | 1921年1月竣工          | 1921年東京電灯へ移管   |
| 土村第一                 | 6,000                  | 南佐久郡小海村（現・小海町）   | 千曲川                    | 1919年12月             | 同上                   |
| 土村第二                 | 2,000                  | 南佐久郡小海村（現・小海町）   | 千曲川                    | 1920年1月              | 同上                   |
| 土村第三                 | 1,050                  | 南佐久郡小海村（現・小海町）   | 千曲川・相木川            | 1921年3月竣工          | 同上                   |
| 穂積                     | 6,500                  | 南佐久郡穂積村（現・佐久穂町） | 千曲川                    | 1925年12月             |                        |
| 海瀬                     | 3,800                  | 南佐久郡海瀬村（現・佐久穂町） | 千曲川                    | 1925年12月             |                        |
| 小諸                     | 14,800                 | 北佐久郡小諸町（現・小諸市）   | 千曲川・ 湯川・操矢川     | 1927年10月             |                        |
| 島河原                   | 14,800                 | 北佐久郡北御牧村（現・東御市） | 千曲川・鹿曲川            | 1930年12月             |                        |
| 塩川                     | 8,000                  | 小県郡塩川村（現・上田市）     | 千曲川                    | 1938年10月             |                        |
| 高瀬川第五               | 6,300                  | 北安曇郡平村（現・大町市）     | 高瀬川ほか2河川           | 1925年1月              |                        |
| 高瀬川第四               | 2,400                  | 北安曇郡平村（現・大町市）     | 高瀬川ほか2河川           | 1925年1月              |                        |
| 高瀬川第三               | 23,400                 | 北安曇郡平村（現・大町市）     | 高瀬川ほか6河川           | 1924年8月              |                        |
| 高瀬川第二               | 2,400                  | 北安曇郡平村（現・大町市）     | 高瀬川・北葛沢川          | 1924年8月              |                        |
| 高瀬川第一               | 3,000                  | 北安曇郡平村（現・大町市）     | 高瀬川・籠川              | 1922年12月             |                        |
| 常盤                     | 10,100                 | 北安曇郡常盤村（現・大町市）   | 高瀬川                    | 1939年2月              |                        |
| 群馬県・利根川水系所在   |                        |                                |                           |                        |                        |
| 発電所名                 | 出力 (kW)              | 所在地                         | 河川名                    | 運転開始               | 備考                   |
| 田代                     | 5,200                  | 吾妻郡嬬恋村                   | 吾妻川ほか6河川           | -                      | 吾妻川電力が建設       |
| 西窪                     | 19,000                 | 吾妻郡嬬恋村                   | 吾妻川・万座川 ほか10河川 | 1933年12月             | 吾妻川電力が着工       |
| 今井                     | 7,800                  | 吾妻郡嬬恋村                   | 吾妻川ほか2河川           | -                      | 吾妻川電力が建設       |
| 羽根尾                   | 11,800                 | 吾妻郡長野原町                 | 吾妻川・遅沢川 ほか2河川  | -                      | 同上                   |
| 大津                     | 2,000                  | 吾妻郡長野原町                 | 吾妻川                    | -                      | 同上                   |
| 福島県・阿賀野川水系所在 |                        |                                |                           |                        |                        |
| 発電所名                 | 出力 (kW)              | 所在地                         | 河川名                    | 運転開始               | 備考                   |
| 新郷                     | 38,700                 | 河沼郡新郷村（現・喜多方市）   | 阿賀野川                  | 1939年8月              |                        |
| 新潟県・阿賀野川水系所在 |                        |                                |                           |                        |                        |
| 発電所名                 | 出力 (kW)              | 所在地                         | 河川名                    | 運転開始               | 備考                   |
| 豊実                     | 54,000                 | 東蒲原郡豊実村（現・阿賀町）   | 阿賀野川                  | 1929年12月             |                        |
| 鹿瀬                     | 49,500                 | 東蒲原郡両鹿瀬村（現・阿賀町） | 阿賀野川                  | 1928年12月             |                        |

### 主要発電所
以下、東信電気の発電所のうち出力5000キロワット以上の発電所（ただし吾妻川電力に関係する発電所を除く）、計11か所についてその概略を記述する。

#### 土村第一発電所
位置 ： 北緯36度4分54.3秒 東経138度28分58.4秒 / 北緯36.081750度 東経138.482889度
東信電気が最初に建設した発電所は土村（どむら）第一発電所である。所在地は長野県南佐久郡小海村字土村（現・小海町小海）。1917年（大正6年）11月に着工ののち、1919年（大正8年）12月8日付で逓信省からの使用認可が下り、翌9日より運転を開始した。千曲川（信濃川）本流にある発電所の一つ。
1921年までに東信電気が完成させた4か所の発電所、すなわち箕輪・土村第一・土村第二・土村第三各発電所は水路が繋がった連続する発電所である。まず最上流の箕輪発電所は海尻（南牧村）に取水口を持ち千曲川から取水して発電。2番目の土村第一発電所でも八那池（北牧村）に別個の取水口があり、千曲川からの取水と導水路の途中で合流する箕輪発電所の放水をあわせて発電する。土村第一発電所の放水はすべて次の土村第二発電所で再利用され、さらに土村第二発電所の放水もすべて最下流の土村第三発電所で使用される。ただし独自の取水口のない土村第二発電所とは異なり、土村第三発電所では千曲川支流の相木川からも取水できる。
土村第一発電所の出力は運転開始当初から6000キロワットで、上記4発電所の中では最大。発電設備は電業社製フランシス水車3台とゼネラル・エレクトリック (GE) 製2500キロボルトアンペア発電機3台からなる。発生電力の周波数は50ヘルツ。昇圧用変圧器があり、土村第二・土村第三両発電所からの送電線も接続する。
箕輪・土村第一・土村第二・土村第三各発電所は1921年に第二東信電気を介して東京電灯へと移管されており、東信電気の手で運転された期間は短い。

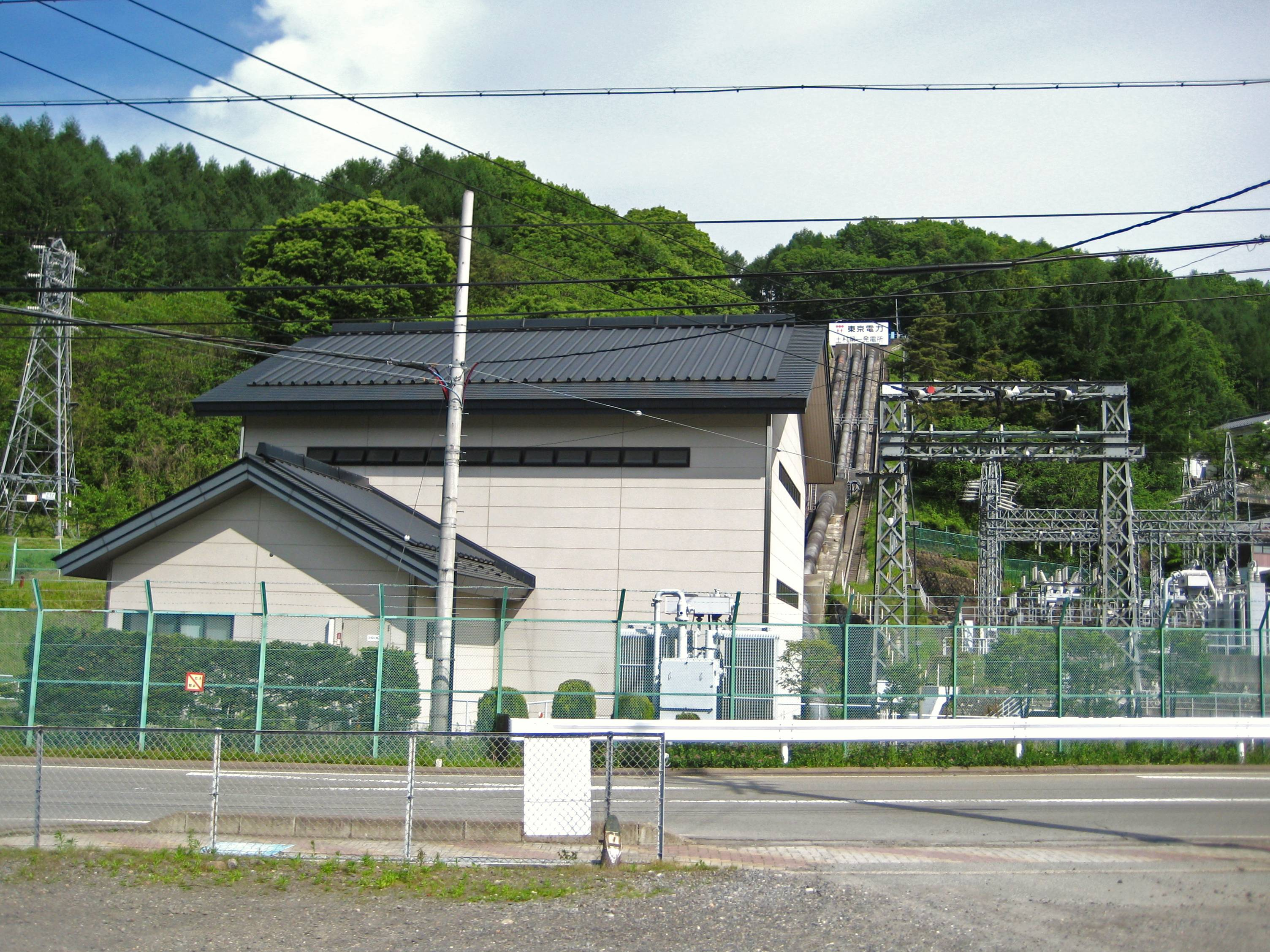
土村第一発電所（2009年）
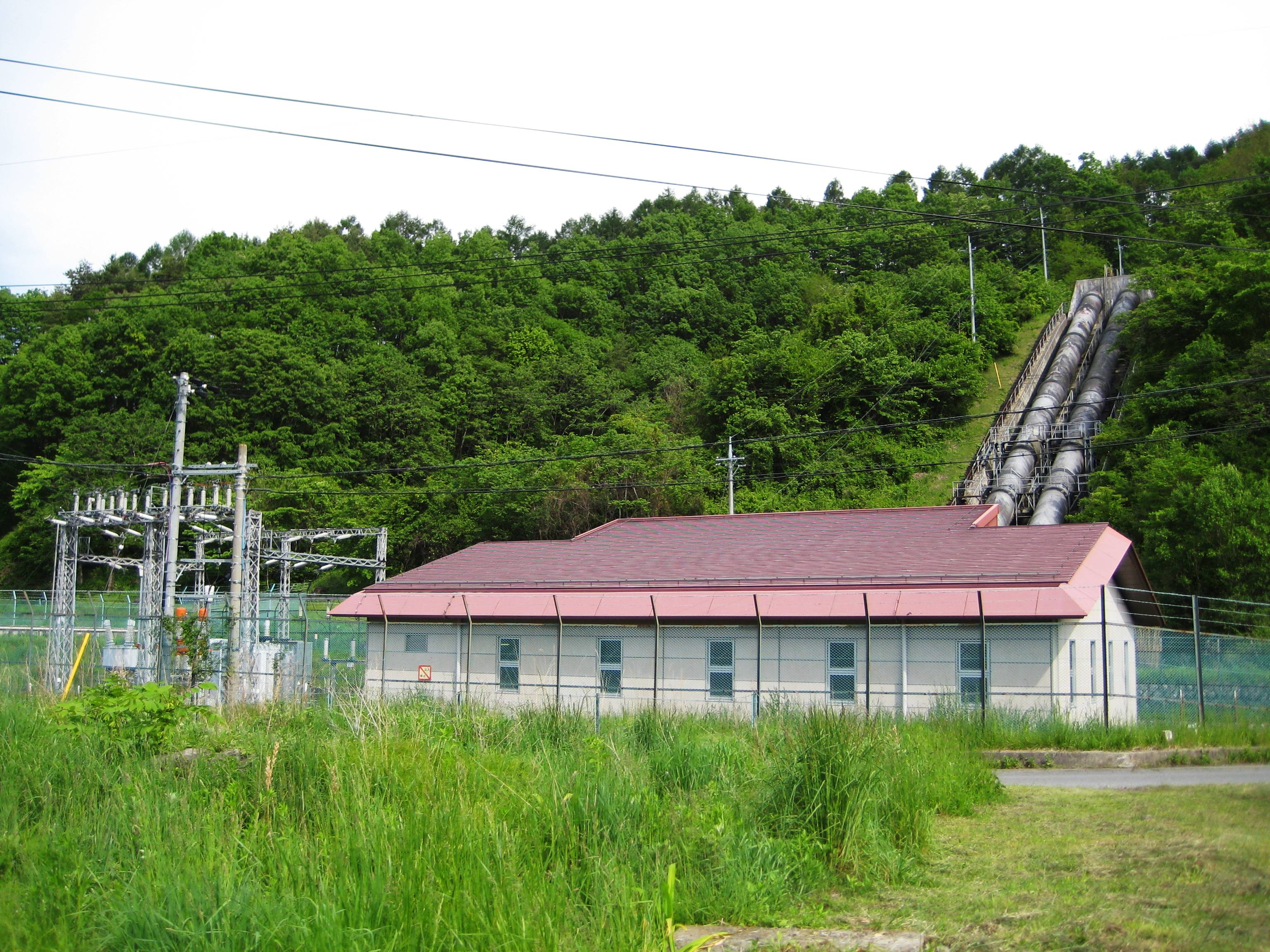
箕輪発電所（2009年）

#### 穂積発電所
位置 ： 北緯36度7分48.0秒 東経138度28分30.0秒 / 北緯36.130000度 東経138.475000度
東信電気が千曲川で5番目に完成させた発電所が穂積発電所である。千曲川の既設4発電所を手放した後の1924年（大正13年）11月に着工。翌1925年（大正14年）11月15日付で使用認可を得たのち、海瀬発電所の完成を待って同年12月1日より運転を開始した。所在地は長野県南佐久郡穂積村字樋口（現・佐久穂町穂積）。
発電所の約4キロメートル上流に千曲川を横断する取水堰堤を持つ。水路途中には尖頭負荷（ピーク需要）対応のための水量調整が可能な穂積調整池がある。この調整池は当初からの設備ではなく1935年（昭和10年）11月の完成である。発電設備は日立製作所製のフランシス水車および4000キロボルトアンペア発電機各2台からなる。発電所出力は運転開始当初から出力6500キロワット。なお穂積発電所の放水はそのまま下流の海瀬発電所へと流され、そこでの発電に再利用される。穂積・海瀬発電所はどちらも隣接して東京電灯が変電所を構えており、送電線は変電所側に接続する。
東信電気では海瀬発電所の下流（栄橋付近）で千曲川から取水し南佐久郡岸野村字岸田（現・佐久市根岸）で発電する出力6000キロワットの発電所計画も立てていたが、周辺住民の反対運動のため1923年2月水利権出願を取り消し計画を断念した。

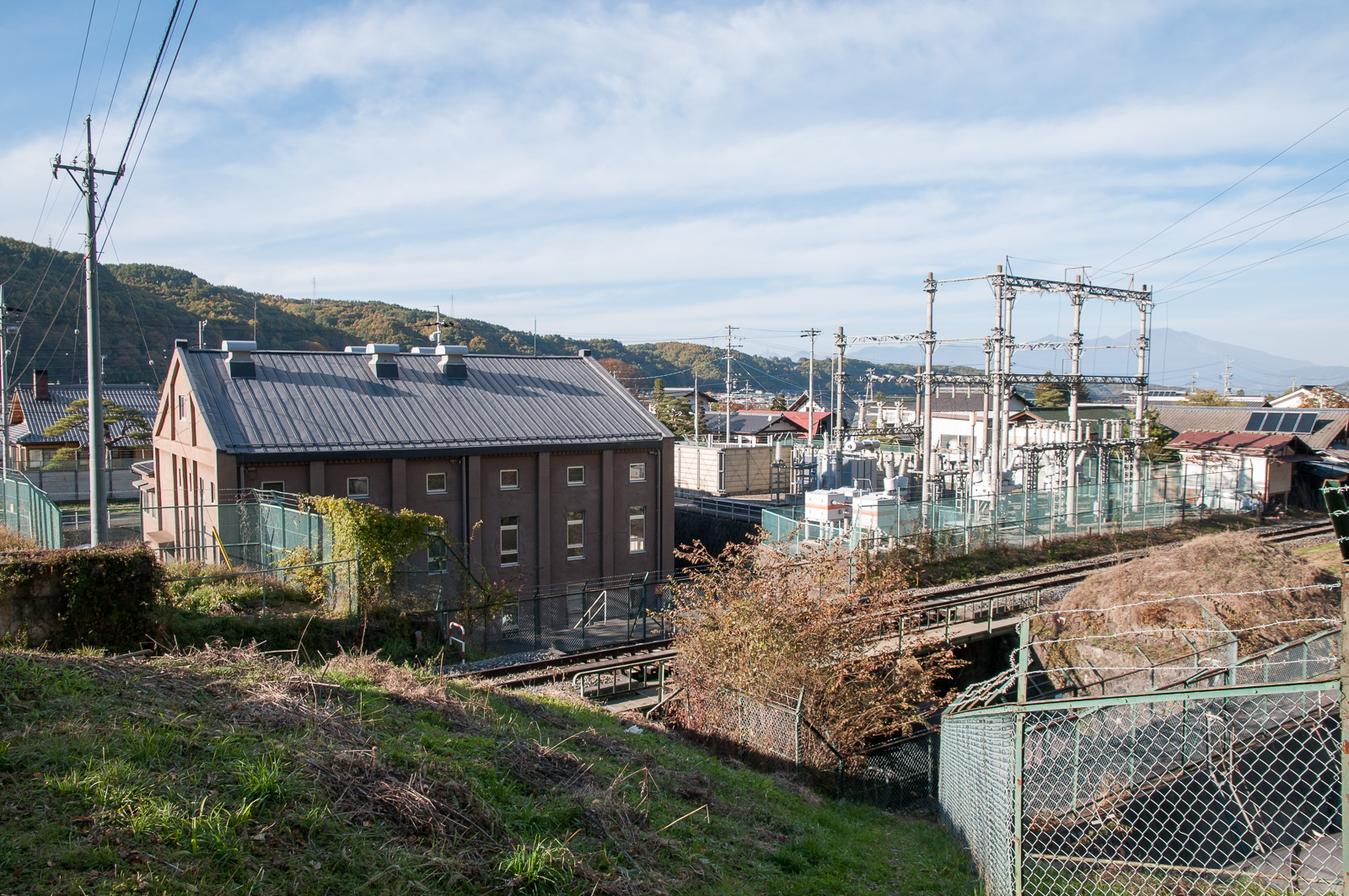
穂積発電所（2012年）
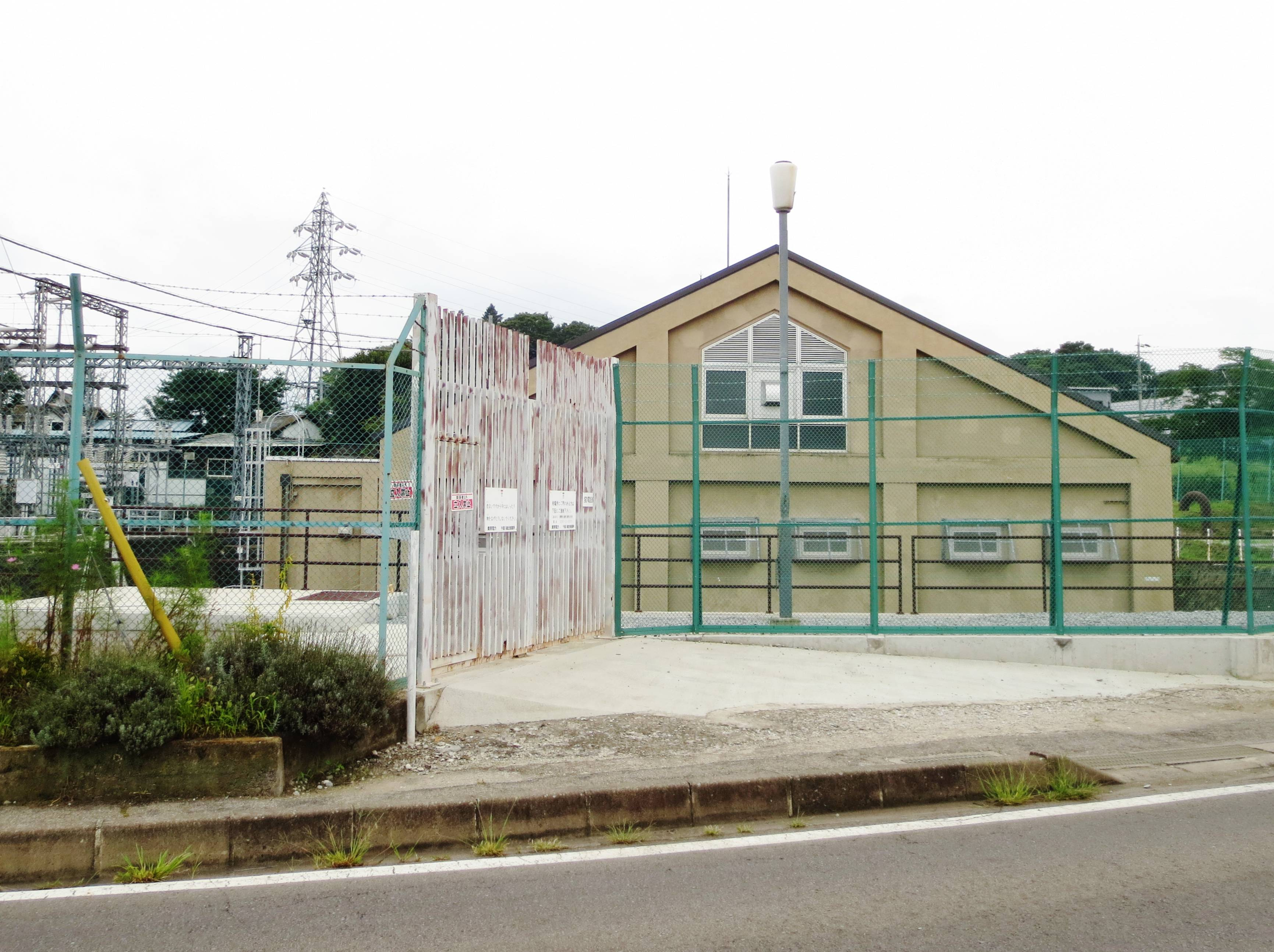
海瀬発電所（2015年）

#### 小諸発電所
位置 ： 北緯36度19分25.0秒 東経138度24分53.7秒 / 北緯36.323611度 東経138.414917度

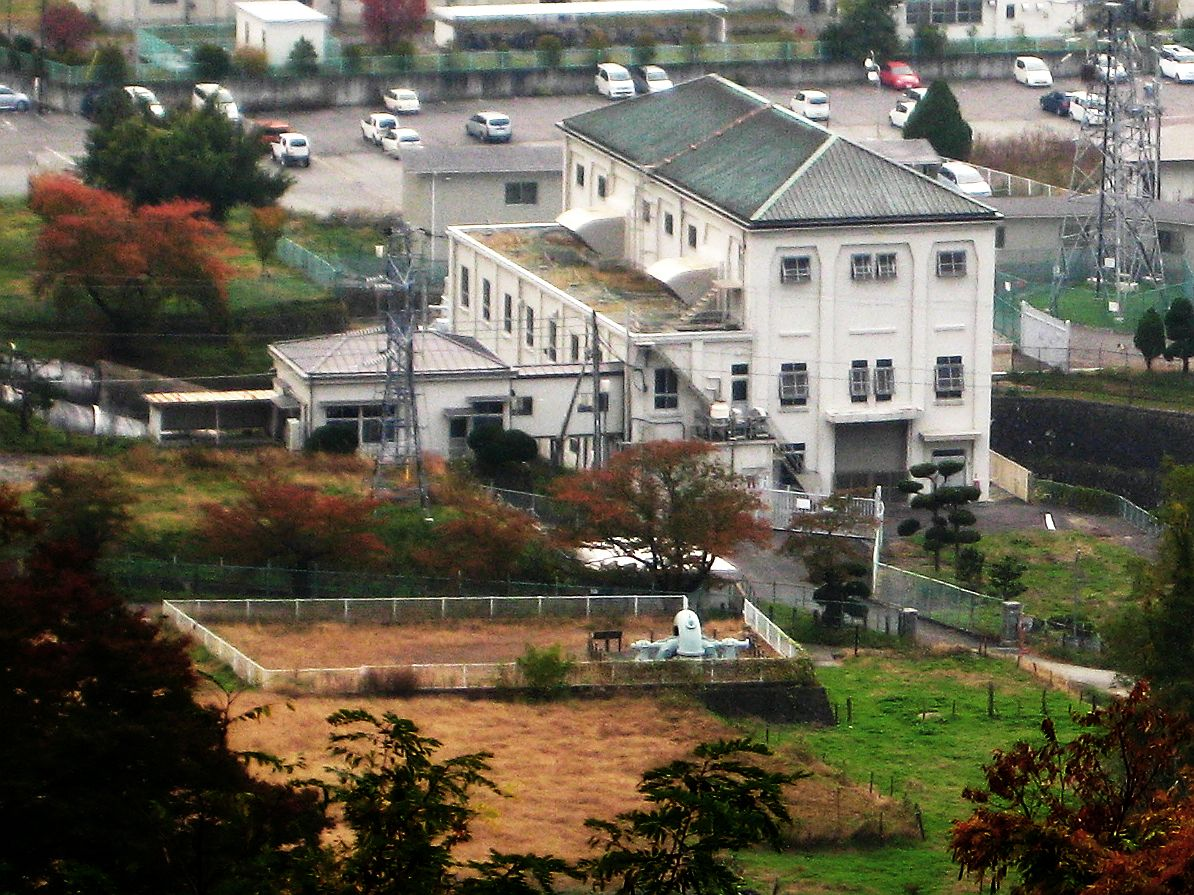
小諸発電所（2008年）

旧千曲川電力に由来する発電所の一つに小諸発電所がある。千曲川電力によって1926年（大正15年）8月着工され、東信電気に引き継がれたのち翌1927年（昭和2年）9月竣工、30日に使用認可が下りて10月1日より運転を開始した。所在地は長野県北佐久郡小諸町字城下（現・小諸市）。
小諸発電所の千曲川取水堰堤は支流湯川の合流点よりも上流側、北佐久郡高瀬村大字今井（現・佐久市今井）に位置する。導水路は千曲川右岸に通されており、その総延長は9.8キロメートルに及ぶ。途中、湯川の横断地点でその水を取り入れるほか、小諸町に入ってから横断する繰矢川からも支水路で取水する。従って小諸発電所は千曲川と支流湯川・繰矢川からの取水によって発電する形となる。また千曲川取水口以下の残水をポンプで揚水し取水できる設備もある。導水路の終点付近には支流蛇堀川の渓谷を活用し発電量調整のための調整池が設けられた。
蛇堀川の調整池は第一調整池と第二調整池に分かれていたが、このうち第一調整池では完成間もない1928年（昭和3年）8月29日に堰堤が崩壊、貯水の流出で下流家屋5戸を押し流し死者5名・負傷者3名を出す事故を起こした。その後1937年（昭和12年）になって千曲川取水口付近に「今井調整池」が別途整備され、同年9月第二調整池とともに使用認可が下りている。
発電設備は日立製作所製の縦軸フランシス水車および9250キロボルトアンペア発電機各3台（各1台は予備）からなる。発電所出力は当初から1万4800キロワットに設定されている。変圧器は持たず、昇圧は隣接する東京電灯の変電所にて行われる。

#### 島河原発電所
位置 ： 北緯36度20分15.8秒 東経138度21分7.7秒 / 北緯36.337722度 東経138.352139度

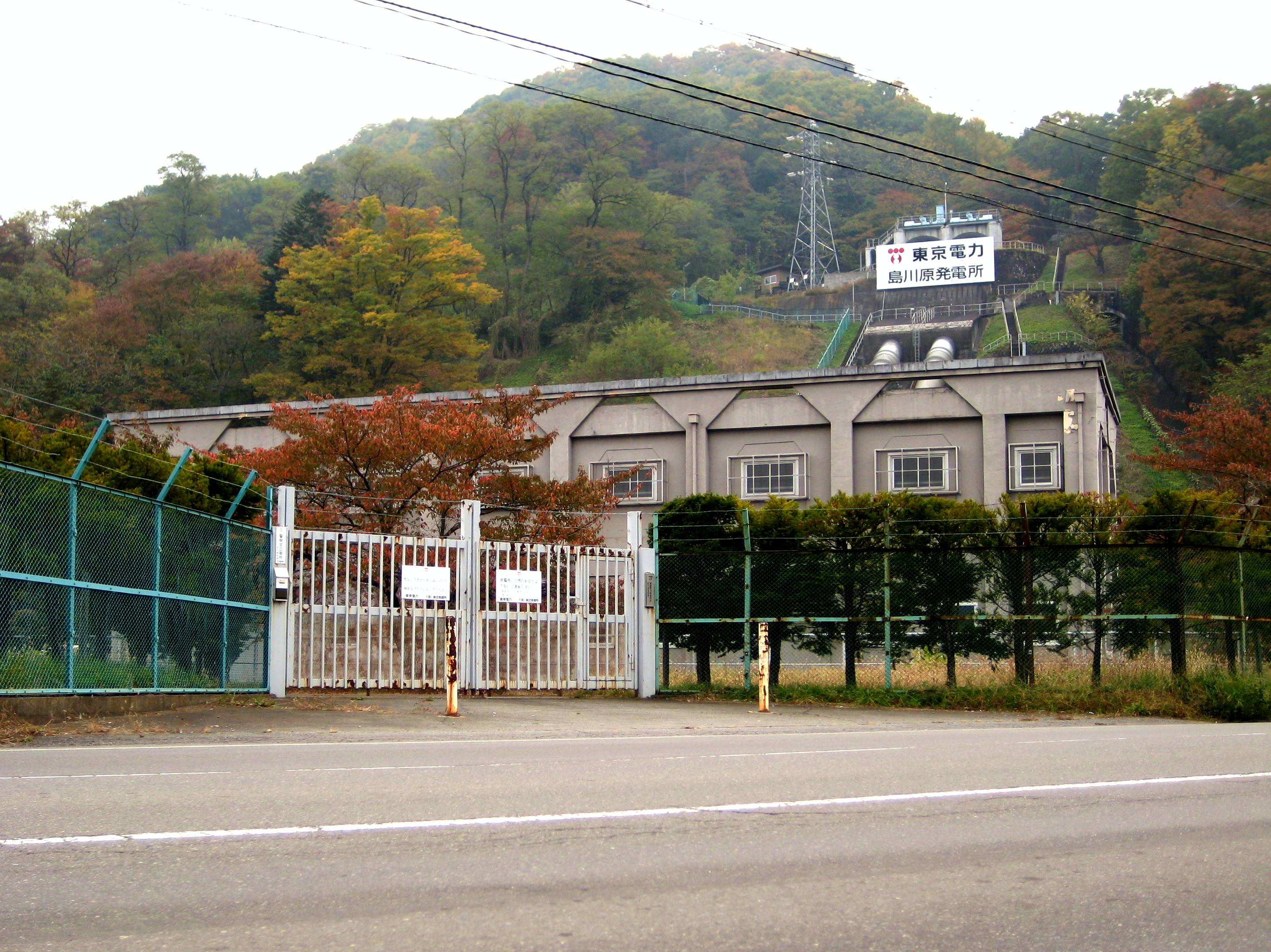
島川原発電所（2008年）

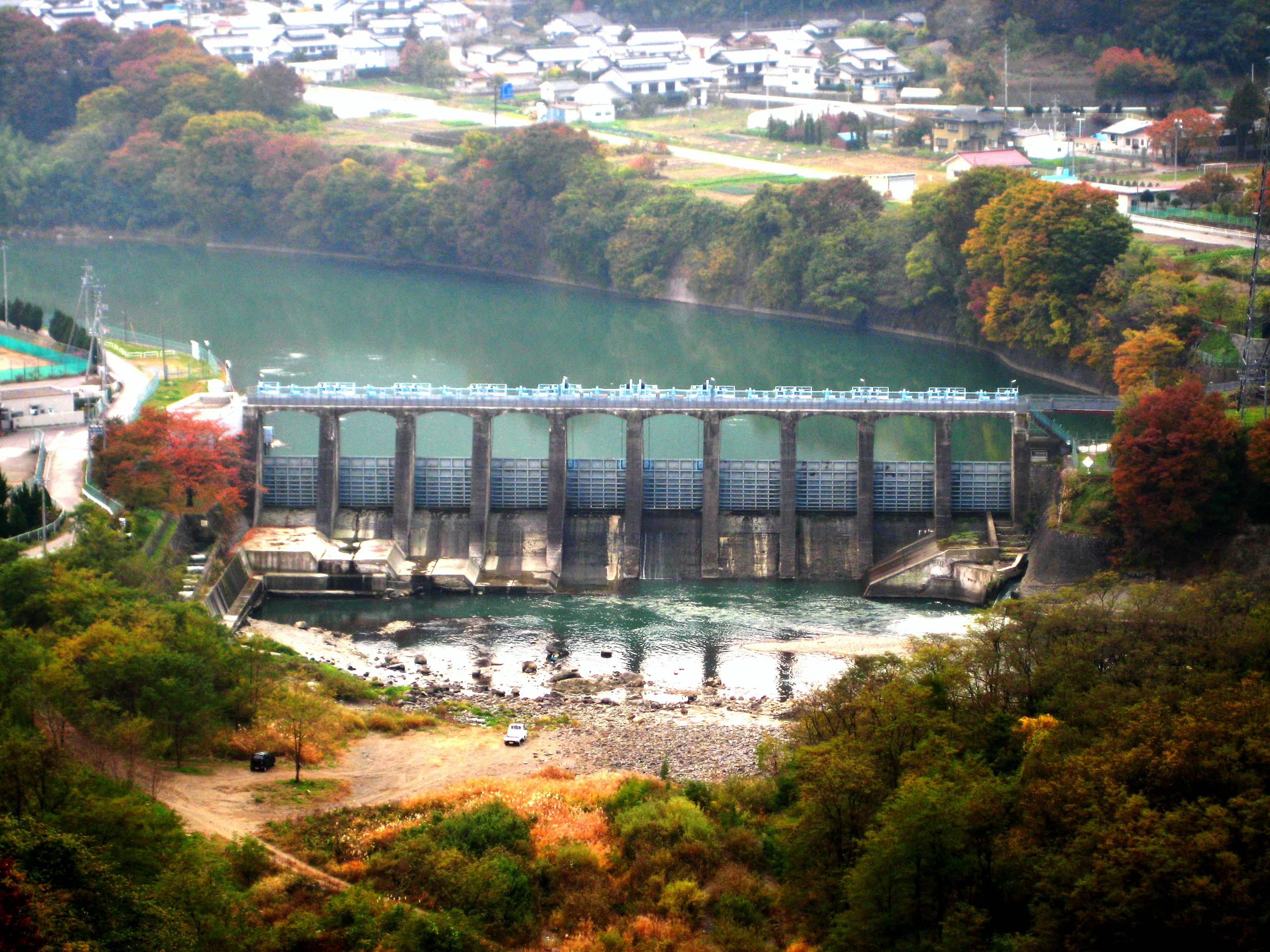
取水堰堤の西浦ダム（2008年・改修前）

旧千曲川電力に関係するもう一つの発電所は島河原発電所（島川原発電所）である。所在地は長野県北佐久郡北御牧村大字島川原（現・東御市島川原）。1927年春着工予定であったが、供給先の東京電灯から建設延期を命ぜられ着工が遅れた。1930年（昭和5年）11月13日付で使用認可が下り、同年12月1日より運転を開始した。
小諸発電所付近に千曲川を横断する形で高さ6メートル（ゲート類を含めると19.2メートル）の取水堰堤を持つ。堰堤には上下に動くローラーゲート（ストーニーゲート）が10門取り付けられており、堰堤上流側を調整池として活用できる。取水口は堰堤左岸にあり、ここで千曲川からの取水は堰堤内部に通された小諸発電所放水路と合流する。またこれらとは別に、北御牧村下之城（現・東御市下之城）に支流鹿曲川からの取水口がある。
発電設備は日立製作所製の縦軸フランシス水車および9250キロボルトアンペア発電機各3台（各1台は予備）からなる。連絡送電線に規定電圧を加えることで発電機を起動できる全自動式発電所として設計されており、遠隔操作が可能。発電所出力は小諸発電所と同じく1万4800キロワットである。また昇圧用変圧器も有する。

#### 塩川発電所
位置 ： 北緯36度21分23.3秒 東経138度18分52.4秒 / 北緯36.356472度 東経138.314556度

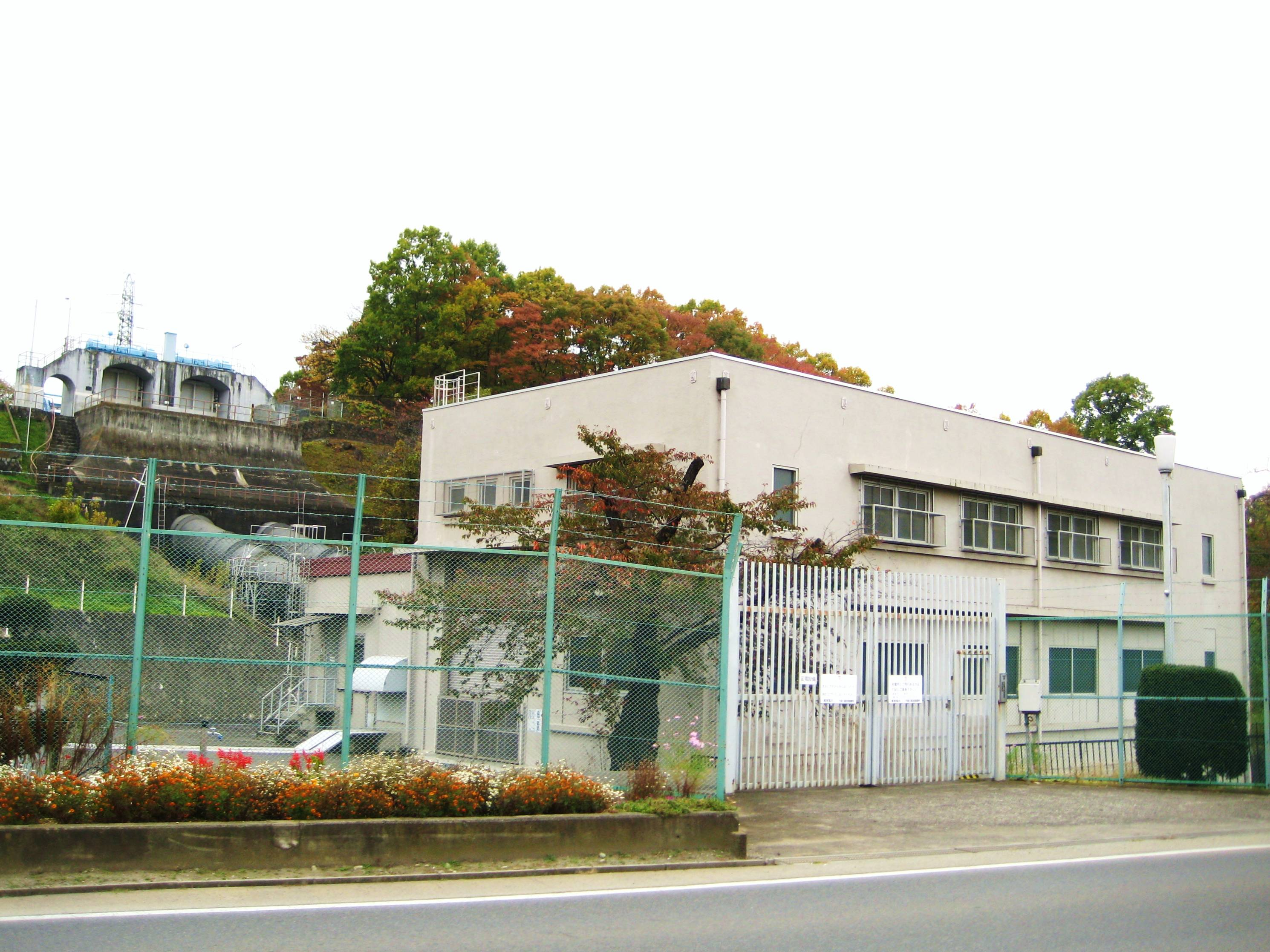
塩川発電所（2008年）

東信電気が持つ千曲川の発電所の中で最下流にあるものが塩川発電所である。所在地は長野県小県郡塩川村大字塩川（現・上田市塩川）。1937年7月に着工されて翌1938年（昭和13年）10月に竣工、10月15日付で仮使用認可が下り16日より運転を開始した。
北佐久郡北御牧村大字羽毛山（現・東御市羽毛山）に千曲川を横断する取水堰堤を有する。取水口は堰堤左岸にあり、千曲川からの取水はここから全長約3キロメートルの導水路にて発電所へと導水される。発電設備は日立製作所製の縦軸フランシス水車および4500キロボルトアンペア発電機各3台からなる。発電所出力は当初7000キロワット、使用水量増加後は8000キロワットである。送電線は島河原変電所まで自社の塩川線（送電電圧6.6キロボルト）が接続した。

#### 高瀬川第三発電所
位置 ： 北緯36度30分26.3秒 東経137度46分16.1秒 / 北緯36.507306度 東経137.771139度
千曲川の支流犀川に注ぐ高瀬川には6か所の発電所を設けた。その中で最大規模のものが上流側から数えて3番目にあたる高瀬川第三発電所である。所在地は長野県北安曇郡平村字笹平（現・大町市平）。1922年（大正11年）9月に着工され、1924年7月竣工、同年8月13日付で使用認可を得て同日から運転を開始した。
取水口は上流側の高瀬川第四発電所付近にあった。取水口から発電所までは高瀬川左岸に通された全長10キロメートル超の導水路で繋がる。この導水路の途中には渓流の合流などで水量が増えた高瀬川から再び取水するためのポンプ設備がある。発電所は支流北葛沢の合流点手前に位置するが、この北葛沢から取水するための支水路もある。導水路終点の上部水槽から発電所へと水を落とす水圧鉄管の総延長は833メートルに及ぶ。
発電設備はエッシャーウイス（スイス）製ペルトン水車2台、GE製1万3000キロボルトアンペア発電機2台からなる。発電所出力は当初から2万3400キロワット。変圧器は持たないが、発電所に隣接して東京電灯が高瀬川変電所を置いていた。発電後の放水は直接高瀬川第二発電所導水路に流される。
東京電力移管（後述）の後、1978年（昭和53年）12月28日付で高瀬川第三発電所は廃止となった。下流側の高瀬川第二発電所も1976年（昭和51年）11月1日付で廃止されている。これらの廃止は1971年（昭和46年）に着手された高瀬川再開発工事、すなわち高瀬ダム・七倉ダム・建設省大町ダム建設に伴う措置である。なお大町ダム下流になる高瀬川第一発電所は維持されている。

#### 高瀬川第五発電所
位置 ： 北緯36度26分55.3秒 東経137度41分7.3秒 / 北緯36.448694度 東経137.685361度
高瀬川にある発電所のうち最上流に位置するものが高瀬川第五発電所である。所在地は長野県北安曇郡平村字高瀬入。一つ下流の高瀬川第四発電所（1924年11月竣工）に続いて1925年1月に落成し、14日付で使用認可を得て同日運転を開始した。
取水堰堤は高瀬川最上流部、水俣川と湯俣川の合流点にある。導水路は高瀬川右岸に通されており、取水口近くの導水路途中には調整池（第五調整池）がある。発電所は支流東沢との合流点手前にあり、東沢から取水するための支水路も持つ。発電所付近には高瀬川第四発電所の調整池（第四調整池）があった。発電設備は電業社製ペルトン水車および日立製作所製3750キロボルトアンペア発電機各2台からなる。昇圧用変圧器もあり、発生電力は高瀬川第四発電所の発生電力とあわせて22キロボルトへと昇圧の上、自社送電線で東京電灯高瀬川変電所へと送電される。
1971年着工の高瀬川再開発工事では高瀬川第五発電所は移転（24メートル嵩上げ）の上で維持されたが、高瀬川第四発電所は1978年9月1日付で廃止された。

#### 常盤発電所
位置 ： 北緯36度28分44.3秒 東経137度49分46.6秒 / 北緯36.478972度 東経137.829611度

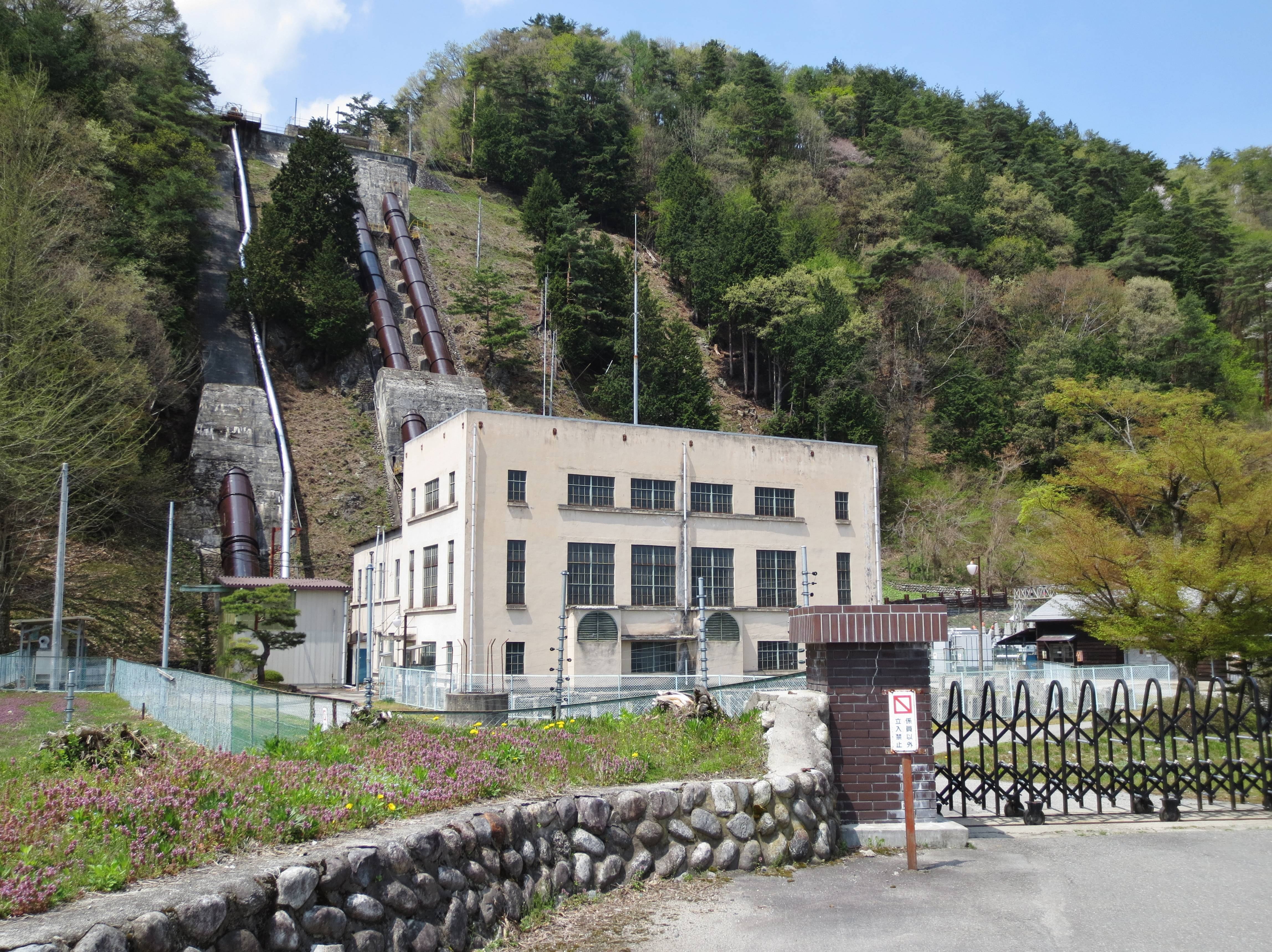
常盤発電所（2014年）

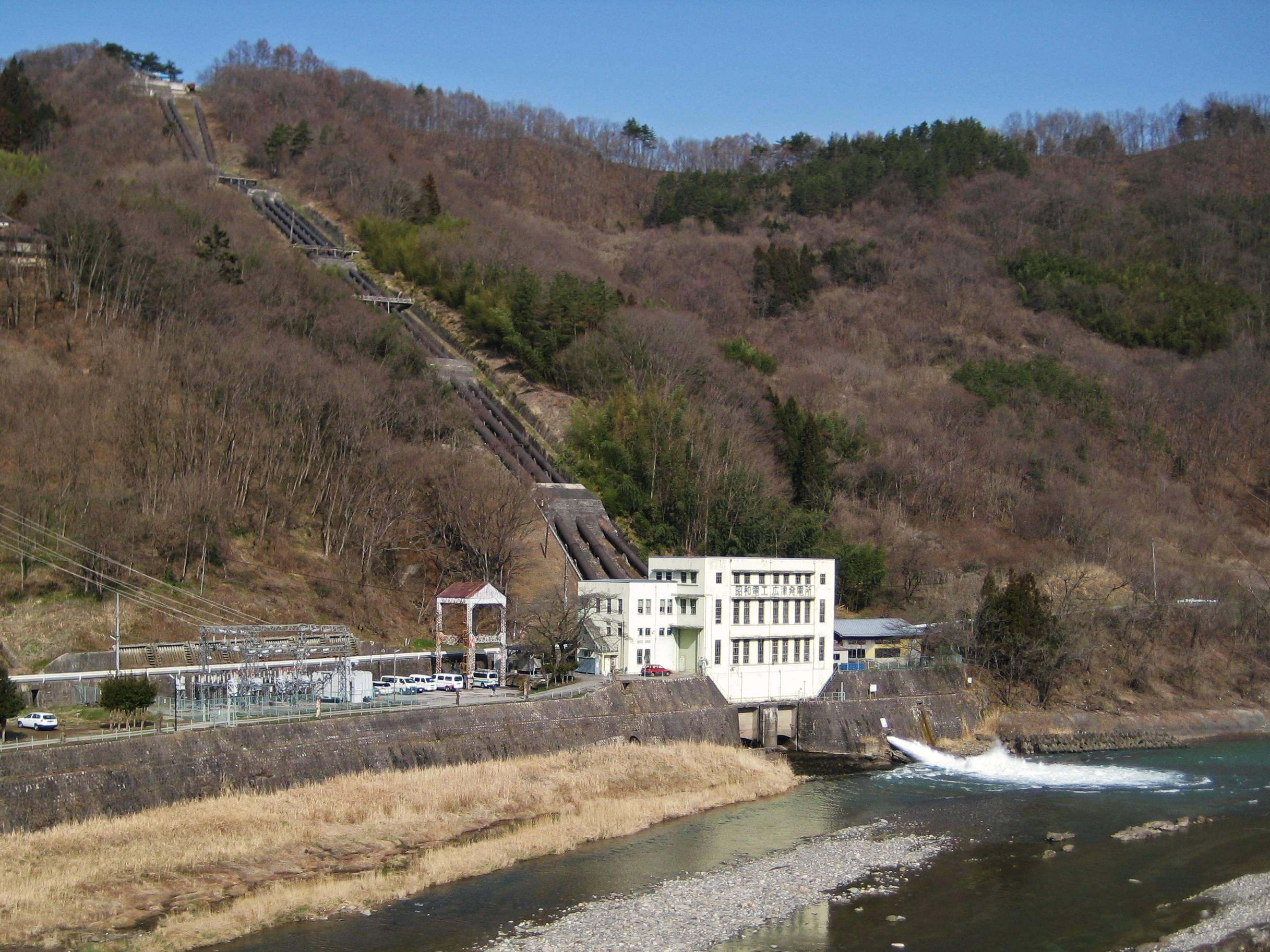
広津発電所（2009年）

高瀬川にある発電所のうち最下流に位置するものが常盤発電所である。所在地は長野県北安曇郡常盤村字長畑（現・大町市常盤）。着工は1937年9月で、まず1号発電機の完成に伴い1939年（昭和14年）2月19日使用認可が下り運転を開始した。次いで2号発電機完成につき同年4月8日その分の使用認可があり、出力1万100キロワットでの運転を始めた。
高瀬川の取水堰堤は高瀬川第一発電所付近に立地する。取水口は堰堤左岸にあり、隣接して沈砂池を設けているが、沈砂池には高瀬川第一発電所の放水も流れ込む。これらの水は堰堤内部の水路を通って高瀬川右岸側に出て、さらに長さ4キロメートルの導水路で発電所へと至る。発電設備は日立製作所製の縦軸フランシス水車および6000キロボルトアンペア発電機各2台からなる。発電所は高瀬川から西に離れた場所にあるため、川まで全長2.6キロメートルの放水路が伸びている。
東信電気の発電所としては例外的に昭和電工（旧・日本電気工業）と供給契約を結んでアルミニウム電解工場である昭和電工大町工場の専用発電所として運転された。工場までは2.7キロメートル余りの送電線で接続する。完成2年後の1941年（昭和16年）10月に東信電気から昭和電工へと譲渡されており、以後は同社の自家用発電所として運転されている。
常盤発電所に関連する発電所として昭和電工広津発電所がある。常盤発電所とは異なり当初から昭和電工の自家用発電所として建設されたもので、1939年12月に完成した。広津発電所は常盤発電所の放水を再利用して発電しており、高瀬川からは直接取水しない。常盤発電所放水路の終点からそのまま伸びる広津発電所の導水路はサイフォンで高瀬川の川底を横断、高瀬川左岸で農具川取水用の支水路と合流する。導水路はその後高瀬川左岸を進むが途中で川から離れ、犀川左岸、北安曇郡広津村（現・生坂村東広津）にある発電所へと達する。広津発電所の出力は1万8300キロワットである。

#### 鹿瀬発電所
位置 ： 北緯37度42分14.6秒 東経139度28分17.3秒 / 北緯37.704056度 東経139.471472度
東信電気では福島・新潟両県を流れる阿賀野川に3つのダム式発電所を完成させた。その第一号は鹿瀬（かのせ）発電所である。1927年5月に着工され、1928年12月1日付で使用認可が下り同日運転を開始した。所在地は新潟県東蒲原郡両鹿瀬村大字鹿瀬（現・阿賀町鹿瀬）。
阿賀野川を堰き止める鹿瀬ダムは長さ302メートル・高さ18.7メートル（ゲート類を含めると最大36.8メートル）で、ダム溢流部には20門のラジアルゲート（テンターゲート）が並ぶ。ダムによって上流側に形成される調整池の総貯水容量は約1606万立方メートル。発電所取水口はダム左岸に接しており、直接上部水槽に繋がっている。
発電所建屋も同じく左岸側で、上部水槽に隣接している。発電設備はエッシャーウイス製縦軸フランシス水車6台、GE製9250キロボルトアンペア発電機6台からなる。当初は水車・発電機各1台を予備として最大出力を4万400キロワットに設定していたが、1935年5月になって予備機を常用に変更し最大出力を4万9500キロワットに増加した。自社変圧器は持たないが、発電所に隣接して東京電灯が昇圧用変電所を構える。

#### 豊実発電所
位置 ： 北緯37度41分52.5秒 東経139度33分57.0秒 / 北緯37.697917度 東経139.565833度

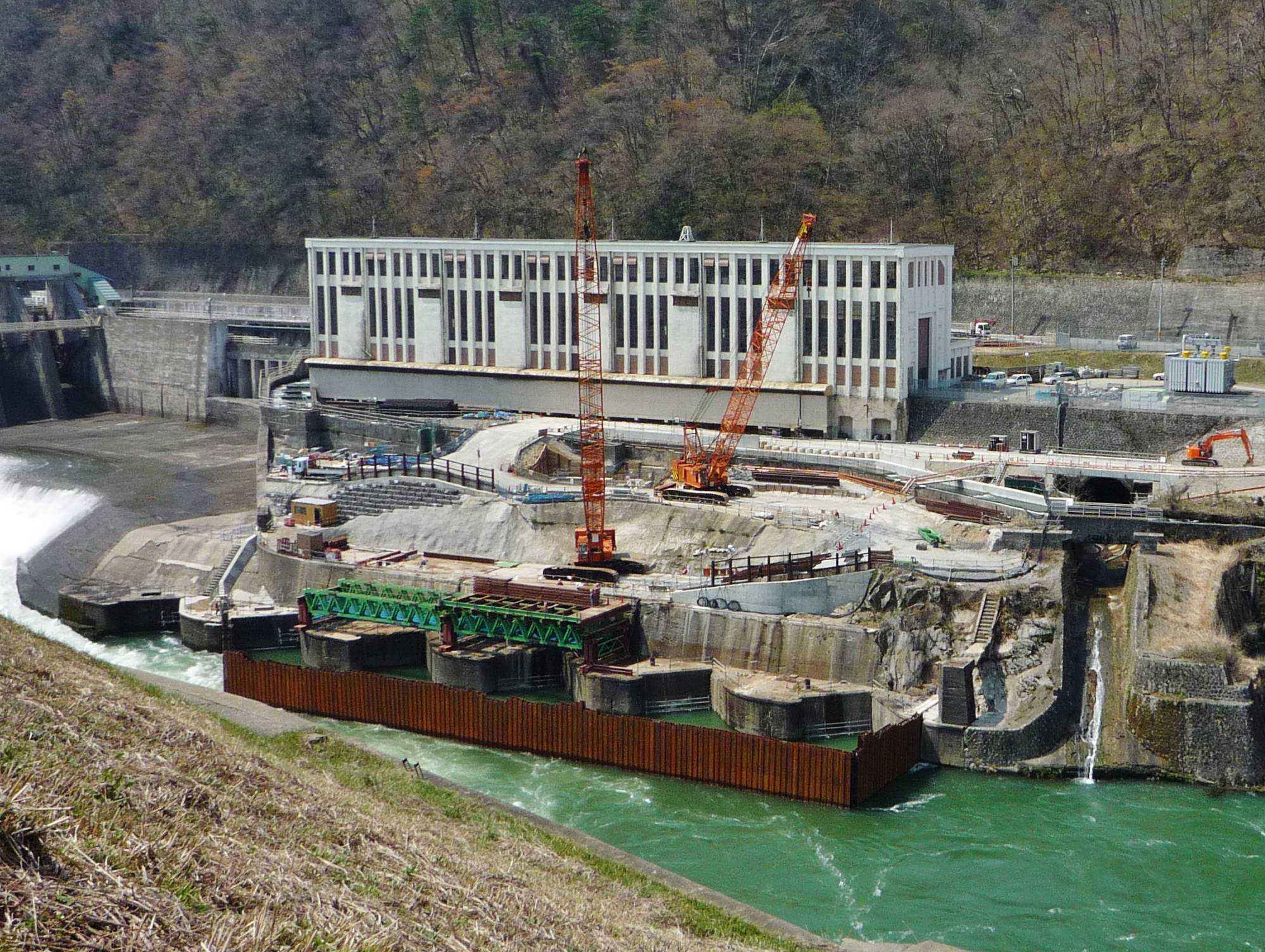
豊実発電所（2009年・改修前）

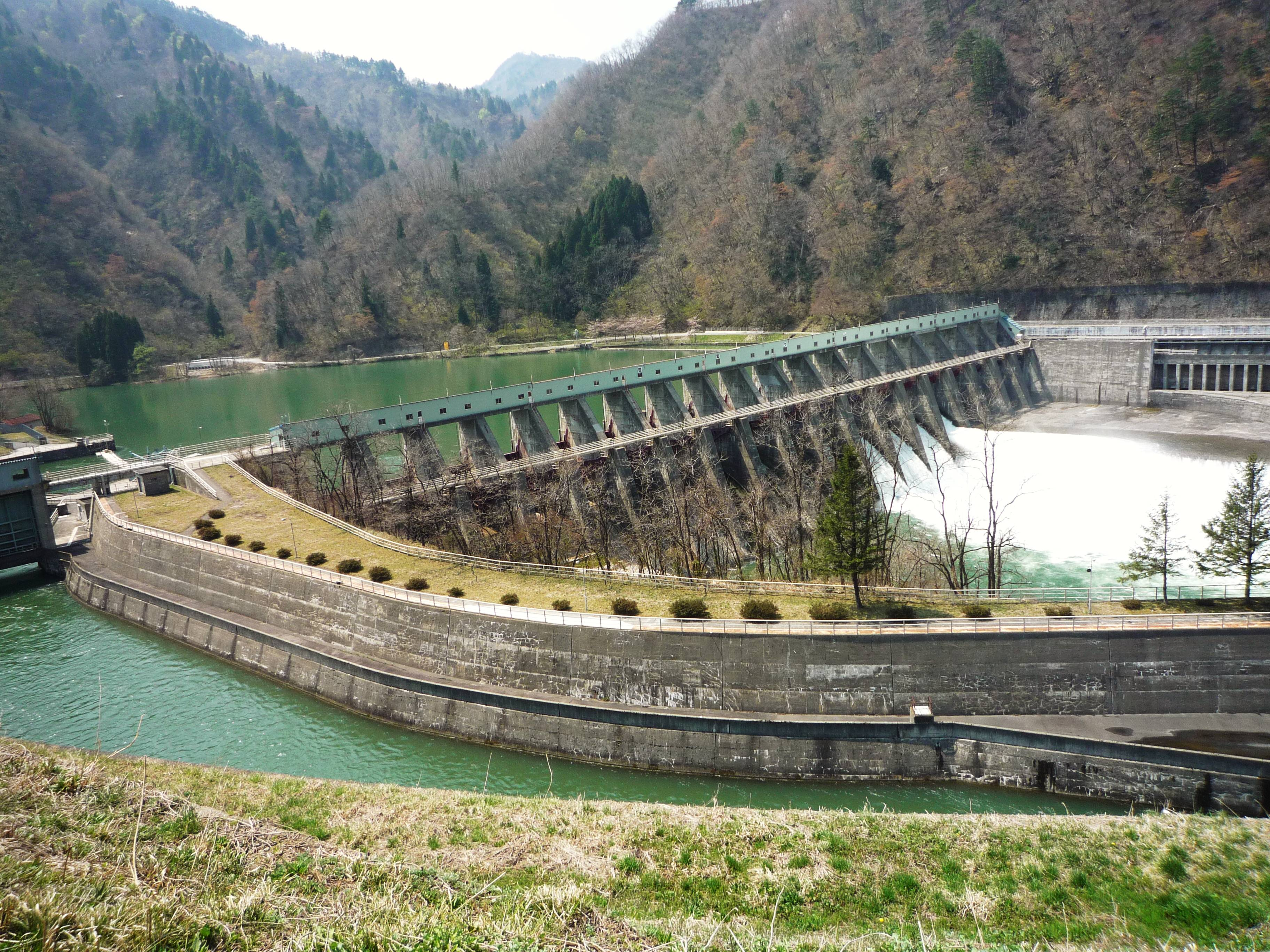
豊実ダム（2009年）
手前は第二豊実発電所（1975年完成）の水路

東信電気が阿賀野川で2番目に完成させた発電所は豊実（とよみ）発電所である。鹿瀬発電所の上流12.5キロメートル地点、新潟県東蒲原郡豊実村大字豊田（現・阿賀町豊実）に位置する。1927年5月に旧第二岩越電力が水利権を得た地点にあたり、元は水路式発電所の計画であったが、1928年5月ダム式への変更が許可され直後に着工された。1929年（昭和4年）11月に竣工し、12月1日付で使用認可が下りて同日運転を開始した。
阿賀野川を堰き止める豊実ダムは長さ205メートル・高さ20.3メートル（ゲート類を含めると最大39.4メートル）で、ダム溢流部には19門のラジアルゲートが並ぶ。ダムによって上流側に形成される調整池の総貯水容量は約1759万立方メートルに及び、県境近くにあることから調整池の4割は福島県側にかかる。発電所取水口はダム左岸に接しており、そのまま上部水槽に繋がっている。
発電所建屋も同じく左岸側で、上部水槽に隣接。発電設備は日本製に切り替えられており、日立製作所製の縦軸フランシス水車および1万1000キロボルトアンペア発電機各6台からなる。昇圧用変圧器も有する。当初は水車・発電機各1台を予備機として最大出力を4万4800キロワットに設定していたが、1935年5月になって予備機を常用に変更し最大出力を5万4000キロワットに増加した。さらに1941年（昭和16年）6月にはダム嵩上げ工事により最大出力は5万6400キロワットとなった。

#### 新郷発電所
位置 ： 北緯37度36分38.0秒 東経139度44分15.0秒 / 北緯37.610556度 東経139.737500度

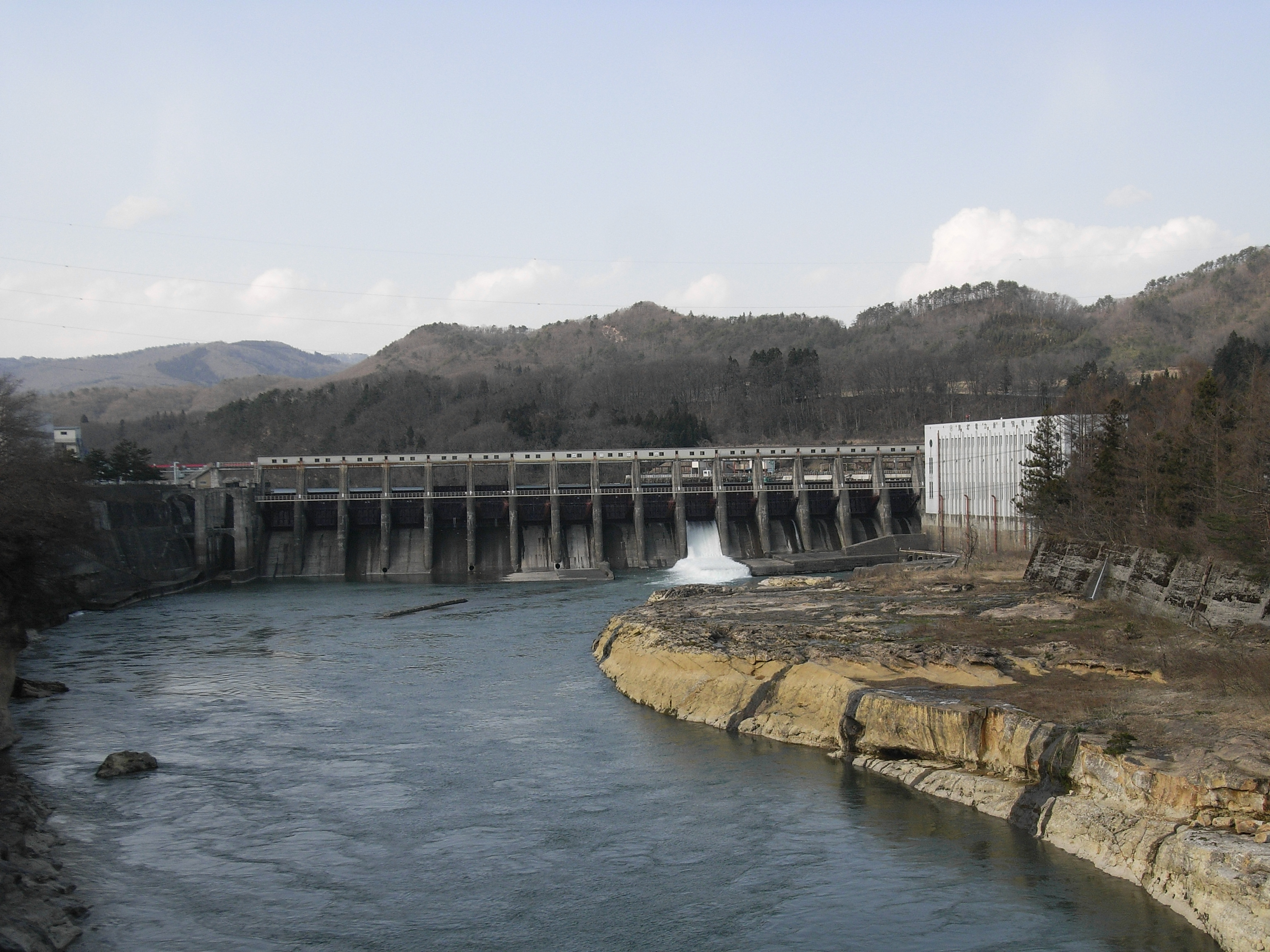
新郷ダムと新郷発電所（2008年）

阿賀野川にある東信電気の発電所のうち上流側に位置するものが新郷（しんごう）発電所である。所在地は福島県河沼郡新郷村大字塩坪（現・喜多方市高郷町塩坪）。1927年5月に旧阿賀川水力電気が水利権を得た地点の一部にあたり、元は一つの水路式発電所を建設する計画であったが、1934年5月に2か所のダム式発電所へと計画変更する許可を得ていた。新郷発電所は1936年（昭和11年）6月に着工。1939年7月31日付で使用認可が下り、発電機2台が同年8月7日より、別の1台が9月27日よりそれぞれ運転を開始した。
阿賀野川を堰き止める新郷ダムは長さ189メートル・高さ18.0メートル（ゲート類含まず）で、ダム溢流部には17門のラジアルゲートが並ぶ。ダムによって上流側に形成される貯水池の総貯水容量は約2600万立方メートル。発電所取水口は堰堤左岸に接続しており、その先は上部水槽を経て発電所へと通ずる。発電設備は三菱重工業製カプラン水車3台と三菱電機製1万4000キロボルトアンペア発電機3台からなる。カプラン水車は当時の日本国内で最大容量のものであった。発電所出力は最大3万8700キロワット。昇圧用変圧器も有する。
当初計画では1940年（昭和15年）夏に4台目の発電機が完成し総出力5万1500キロワットとなる予定であった。ところが1940年7月5日、落雷による送電線故障の影響で運転中の2号発電機が爆裂し、その破片で1号・3号発電機も損壊、約5か月にわたり発電不能となる事故が発生する。その後は水車4台に対し発電機3台と水車が1台余った状態のまま運転されるが、1951年（昭和26年）5月になって4台目の発電機が竣工、発電所出力は最大5万1600キロワットに引き上げられた。

### 送電系統

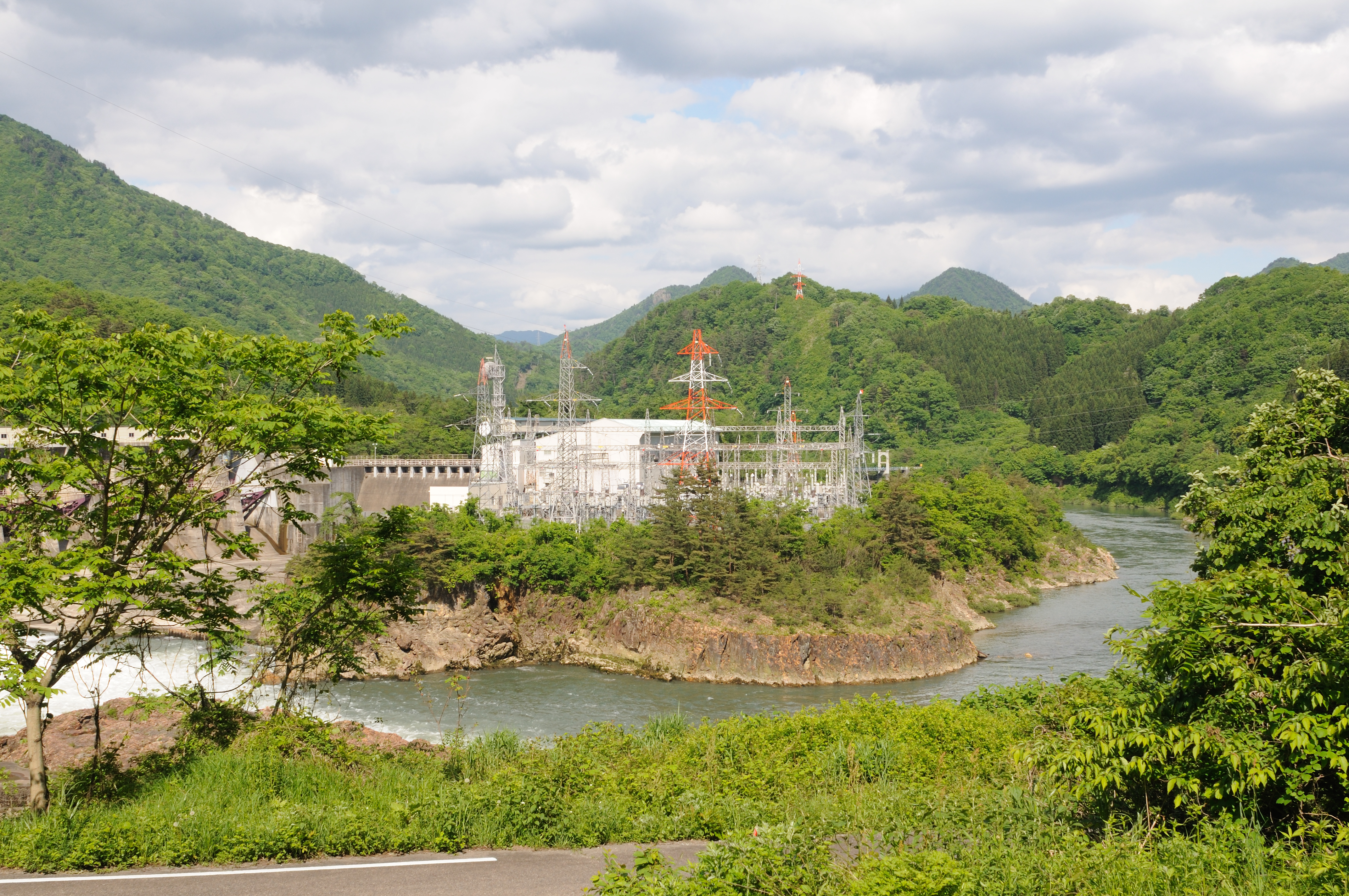
鹿瀬発電所と変電所（2010年）

最初の土村第一発電所が完成した際、東信電気では群馬県側の電力会社へと送電するため同県高崎市へと至る約74キロメートルの自社送電線を新設した。しかし一旦すべての電気工作物を第二東信電気を介して東京電灯へと移管した後の電源開発では、発生電力の供給先を東京電灯に絞り、ほとんど自社送電線を建設しなくなった。従って東信電気が運営する発電所の発生電力は原則他社の送電線を通じて送電された。
千曲川・吾妻川系統
千曲川の発電所に関する送電経路は群馬県経由、山梨県経由、日本電力経由の3つがあった。このうち群馬県経由の送電経路は、同県にある東京電灯野中開閉所を介するものである。千曲川系発電所より野中開閉所へと至る送電線は、土村第一発電所を起点に高崎変電所を経由する東京電灯「東信線」、同じく土村第一発電所を起点に軽井沢変電所を経由する東京電灯「北佐久線」「碓氷線」の2路線からなる。双方とも送電電圧は66キロボルト。東信線・北佐久線双方に穂積・海瀬両変電所との間を連絡する支線があるほか、北佐久線は小諸変電所に接続する支線も持つ。島河原発電所が完成した1930年には島河原発電所と小諸変電所の間に66キロボルト線の東京電灯「島河原線」が新設されている。一方、東信線・碓氷線の終点である野中開閉所は田代発電所以下の東信電気吾妻川系発電所の電力なども集まる拠点で、開閉所からは群馬県内や東京方面へと送電線が伸びている。
山梨県経由の送電経路は東京電灯釜無川変電所を経由するものである。この区間、土村第一発電所と釜無川変電所を繋ぐ東京電灯「八ヶ岳線」（送電電圧66キロボルト）は1926年12月より使用開始された。箕輪発電所は同線に接続する。釜無川変電所へと送られた電力は同所で154キロボルトへと昇圧され、東京電灯「甲信線」によって横浜・東京方面へと送られる。この山梨県経由の送電経路は小諸発電所建設に伴う送電容量増加のために整備された。
日本電力経由の送電経路は上記2つよりも遅れて構築された。1933年6月に東信電気・東京電灯・日本電力の3社が交わした協定に基づくもので、送電容量に余裕のある日本電力「東京幹線」を活用する送電経路である。協定に従い東信電気では154キロボルト昇圧用の島河原変電所ならびに吾妻川系発電所と同変電所を結ぶ66キロボルト送電線を、日本電力では島河原変電所と東京幹線島河原開閉所を繋ぐ連絡線をそれぞれ建設。同年12月より、東京電灯では東信電気から受電する千曲川系・吾妻川系発電所の電力の送電経路を自社送電線からすべて島河原変電所・日本電力東京幹線経由へと切り替えた。
高瀬川系統
高瀬川系発電所の送電拠点は高瀬川第三発電所に隣接して設けられた東京電灯高瀬川変電所である。ここには高瀬川第一発電所から第五発電所までの5発電所の発生電力がすべて集められ、154キロボルトに昇圧される（高瀬川第四・第五両発電所分は22キロボルトからの再昇圧）。高瀬川変電所からは塩尻開閉所へと至る東京電灯「高瀬川線」があり、高瀬川系発電所の電力は塩尻から先は東京電灯「甲信線」（梓川の竜島発電所が起点）に合流して横浜・東京方面へと送電される。
阿賀野川系統
鹿瀬・豊実両発電所も154キロボルト送電を行う。送電線の起点は鹿瀬発電所に隣接する東京電灯鹿瀬変電所であり、ここから東京電灯猪苗代第四発電所（福島県）まで東京電灯「阿賀野川線」が伸びる。同送電線は豊実発電所との間を繋ぐ支線も有する。1939年に完成した新郷発電所からの支線もこの阿賀野川線に接続した。終点猪苗代第四発電所から先へは、同じく154キロボルト送電線の東京電灯「猪苗代新線」が鳩ヶ谷変電所（埼玉県）まで続いている。
1931年6月、東京電灯鹿瀬変電所を起点とする新潟電力鹿瀬線（送電電圧55キロボルト、翌年66キロボルト昇圧）が新設された。この送電線は新潟電力が東京電灯鹿瀬変電所からの受電用に用意したもので、五泉・新潟方面へ至る送電線に繋がる。また日本発送電発足後の1940年12月には鹿瀬変電所と新潟市にある日本軽金属新潟工場を繋ぐ154キロボルト送電線「新潟線」が完成した。

### 未完成発電所

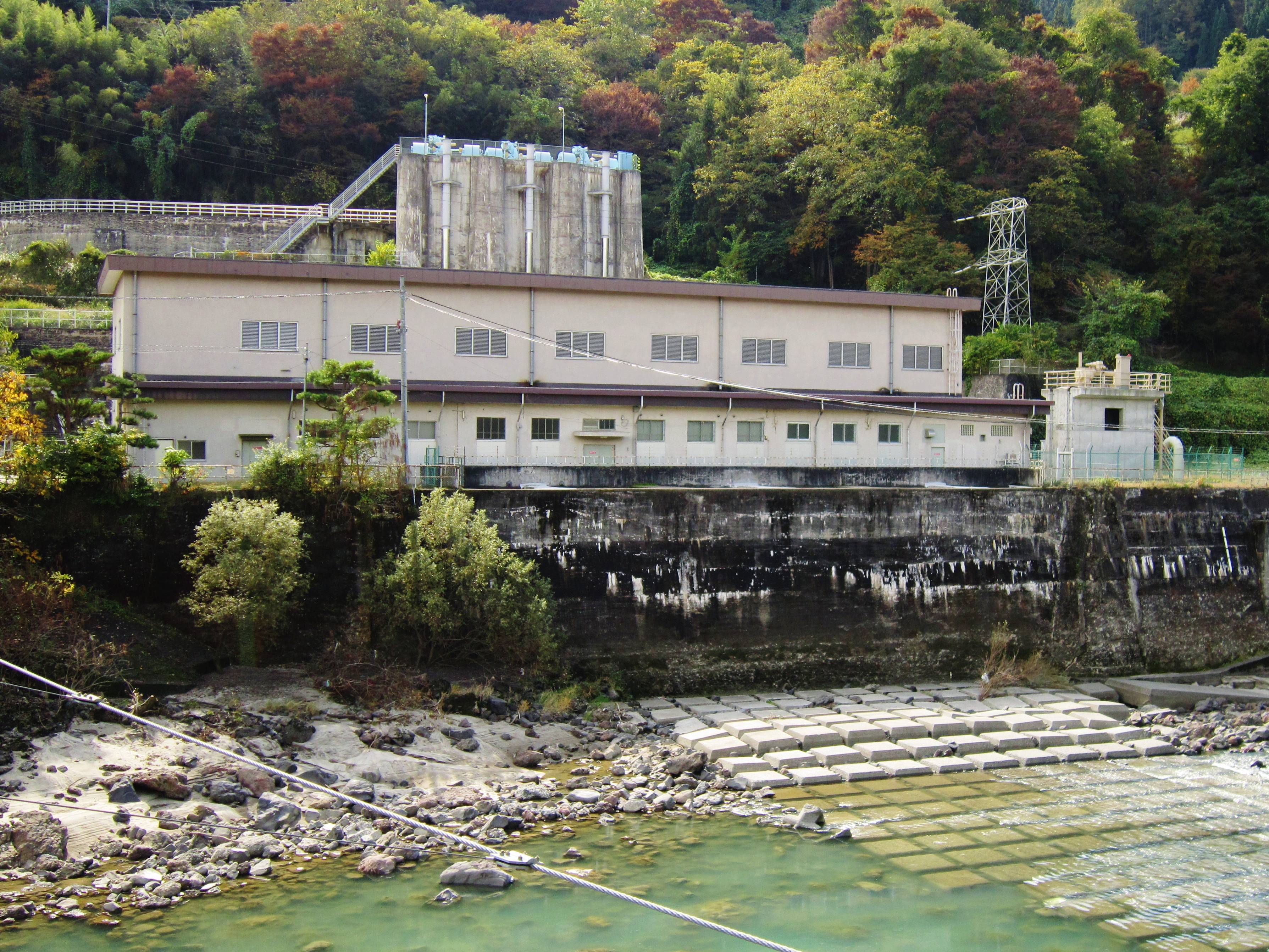
水内発電所（2011年）

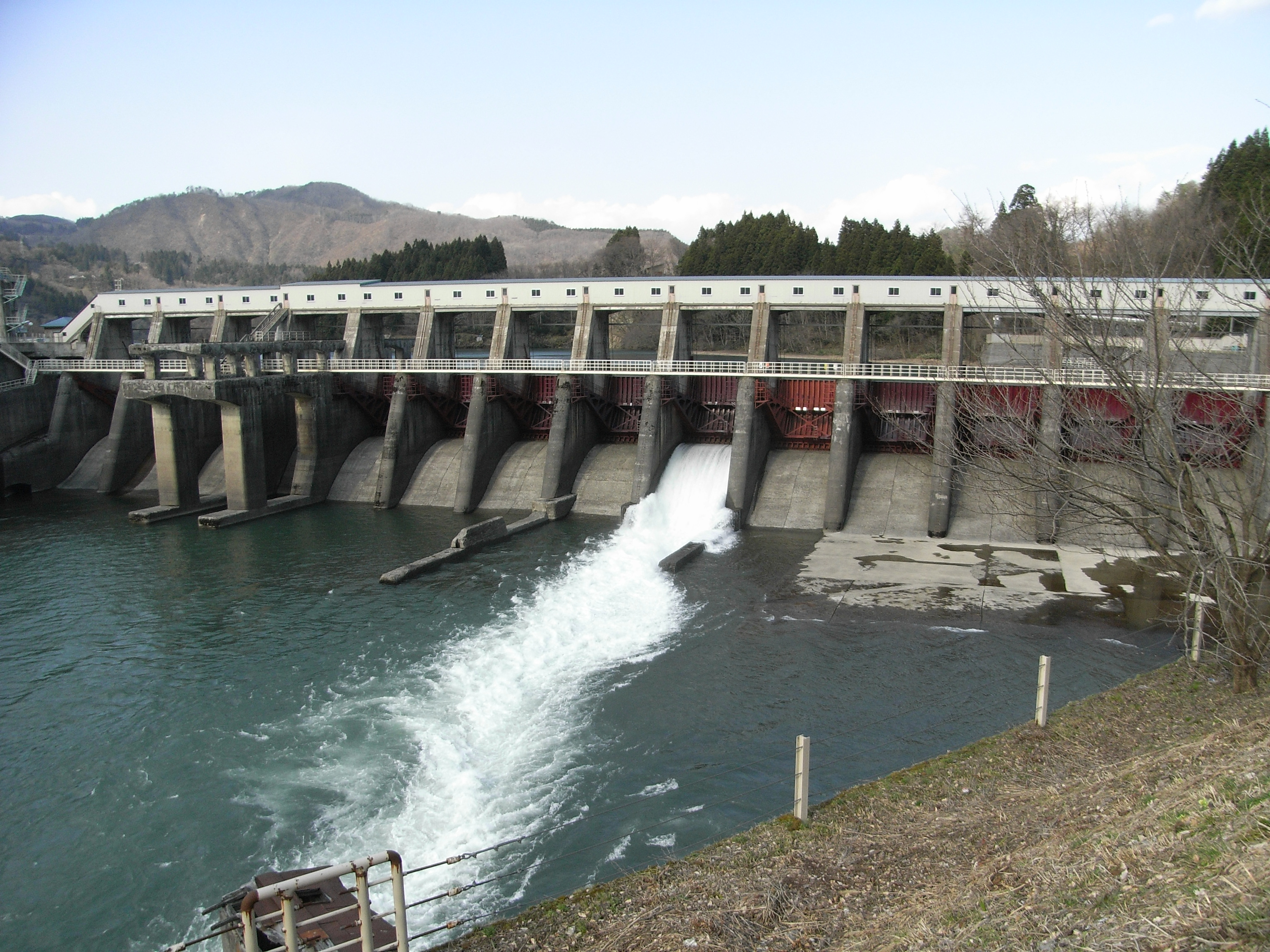
山郷発電所取水用の山郷ダム（2006年）

工事中に日本発送電へと引き継がれ東信電気では未完成に終わった発電所は信濃川水系の水内（みのち）発電所と阿賀野川水系の山郷発電所の2か所がある。それぞれの概要は次の通り。
水内発電所
位置 ： 北緯36度35分24.0秒 東経138度2分32.0秒 / 北緯36.590000度 東経138.042222度
水内発電所は千曲川支流の犀川にある発電所である。所在地は長野県上水内郡水内村（現・長野市）。東信電気の傍系会社にあたる旧犀川電力が1927年5月に水利権を得た地点であるが、電力需要の面や上流側に水利権を持つ事業者との調整で長く着工されず、ようやく1939年6月に着工された。工事中に東信電気に引き継がれ、さらに1941年10月日本発送電が継承。同社によって1943年（昭和18年）1月に1号機、同年12月2号機が完成し出力1万600キロワットの発電所として完成をみた。形式はダム水路式発電所で、犀川のダム（水内ダム）と1.7キロメートルの導水路を有する。送電線は「黒部幹線」（旧日本電力「東京幹線」）または平穏第一発電所と塩尻変電所を繋ぐ「平穏線」に接続した。
山郷発電所
位置 ： 北緯37度36分25.0秒 東経139度41分12.0秒 / 北緯37.606944度 東経139.686667度
山郷発電所は旧阿賀川水力電気から引き継いだ阿賀野川水利権を分割した地点の下流側にあたる（上流側は新郷発電所として開発）。所在地は福島県耶麻郡山郷村（現・喜多方市）。1939年6月に東信電気によって着工されたが、1941年10月工事半ばで日本発送電が継承。同社によって1943年2月に1号発電機、翌1944年（昭和19年）2月に2号機が完成し、出力2万9400キロワットの発電所として完成をみた。ダム式発電所で、ダムが形成する調整池の湛水区域は上流新郷発電所放水口まで広がる。送電線は上記「阿賀野川線」の支線が接続した。

### 電力国家管理以降の推移
1939年4月1日の日本発送電設立にあたり、東信線など東信地域の送電線や東京電灯甲信線・高瀬川線、日本電力東京幹線、さらにこれらに関連する変電所が日本発送電へと出資された。同日以後、東京電灯へと供給していた自社発電所の発生電力は日本発送電へと供給先が切り替えられた。同年末時点の資料によると、常盤発電所を除く東信電気の発電所18か所（総出力27万3400キロワット）は全出力を日本発送電へと供給する発電所として扱われている。東京電灯が運転する旧東信電気の4発電所（総出力1万3650キロワット）も同様の扱いがなされる。日本発送電では以下の地点で東信電気・東京電灯から受電した。
- 穂積発電所
- 海瀬発電所
- 小諸発電所
- 島河原発電所（塩川発電所分もここで受電）
- 高瀬川第一発電所
- 高瀬川第二発電所
- 高瀬川第三発電所
- 高瀬川変電所（高瀬川第四・第五両発電所分を受電）
- 田代発電所
- 西窪発電所
- 今井発電所
- 羽根尾発電所（大津発電所分もここで受電）
- 鹿瀬発電所
- 豊実発電所
- 新郷発電所
- 東京電灯土村第一発電所（土村第二・第三両発電所分もここで受電）
- 東京電灯箕輪発電所

1941年10月1日、東信電気の発電所18か所（常盤発電所は除外）と東京電灯が有する旧東信電気の発電所4か所は日本発送電へと出資された。東信電気や東京電灯に残っていた、塩川・高瀬川第四・高瀬川第五・大津・土村第二・土村第三各発電所に関係する連絡送電線も出資対象に含まれる。上記22発電所はいずれも日本発送電東京支店（後の関東支店）の管轄下に置かれ、追加で完成した水内・山郷両発電所も同支店が管轄した。
太平洋戦争終戦後の1950年（昭和25年）11月に「電気事業再編成令」が発令され、それに基づき翌1951年5月1日、日本発送電と国策配電会社9社の再編で地域別発送配電一貫経営の新電力会社9社が発足した。この再編成にあたり、東信電気が関係した24か所の発電所は阿賀野川の4か所（新郷・山郷・豊実・鹿瀬）が東北電力へ、高瀬川の5か所（高瀬川第一から高瀬川第五まで）が中部電力へ、そして残る15か所が東京電力へと継承された。ただし高瀬川の5発電所に関しては、同年9月1日、関西電力に移管された飛騨川（岐阜県）の3発電所が中部電力へ帰属変更された際に需給バランスの観点から中部電力より東京電力へと移された。従って旧東信電気関係の発電所は東京電力と東北電力の2社で分ける形となっている。

## 供給区域

### 長野県
発生電力のほとんどを東京電灯への供給に充てたことから、東信電気が直接一般需要家に配電した範囲、すなわち供給区域は狭小であった。
東信電気が持った最初の供給区域は長野県南佐久郡南相木村である。同村の記録によると、まず1924年（大正13年）11月、代理店となっていた長野電灯を介して東信電気と南相木村内8集落（土岩・日向・日影・田屋・中上・祝平・和田・中島）の代表者が配電に関する協定を締結した。協定の内容は、住民側は工事費補償として3500円を会社へ寄付しさらに電柱や工事の人夫も提供する、8集落の責任取付灯数を定めて実際の需用がこの灯数に達しない場合は住民側が追加補償費を支払う、住民側は電柱を建てる道路・土地の無償利用を認める、などの内容からなる。翌1925年（大正14年）3月より配電工事が始められ、同年4月10日南相木村に電灯が初めてともされた。逓信省の統計資料によると、1926年時点での電灯需要家数は266戸、電灯数は443灯（ほかに休灯154灯）であった。なお三川・粟生川・粟生の3集落には採算を理由に東信電気は配電しなかったため、住民の共同自家用発電による点灯を余儀なくされた。
1930年（昭和5年）、南相木村における供給事業はすべて長野電灯へ譲渡され、6月1日より同社による営業に切り替えられた。

### 群馬県
事業譲渡で一旦東信電気の供給区域はなくなるが、1933年（昭和8年）6月に吾妻川電力を合併したことで復活した。旧吾妻川電力の供給区域は群馬県吾妻郡のうち長野原町の一部と嬬恋村である。旧吾妻川電力は1925年6月、嬬恋村を供給区域として供給事業を開業。1926年（大正15年）5月には長野原町での供給事業も開始した。東信電気ではさらに1937年（昭和12年）11月30日付で草津電気鉄道（後の草軽電気鉄道）より、翌1938年（昭和13年）3月1日付で深沢産業・小雨電灯より、それぞれ供給事業を譲り受けた。3事業の概要は以下の通り。
草津電気鉄道株式会社
草津電気鉄道は社名の通り本業は鉄道事業で、信越本線軽井沢駅と草津温泉を結ぶ鉄道を1915年（大正4年）から1926年にかけて順次開通させた会社である。同社の供給事業は1926年7月に草津水力電気の事業を譲り受けたことで開始された。この草津水力電気は1918年（大正7年）5月12日、吾妻郡草津町に設立。吾妻川支流の遅沢川に出力50キロワットの発電所を建設し1919年（大正8年）1月に開業した。供給区域は草津町全域と長野原町のうち洞口・羽根尾・大津・長野原・林・横壁の各地区からなる。
また草津電気鉄道は1936年（昭和11年）8月に川原湯電気合資会社および川原湯電気株式会社の事業も譲り受けた。合資会社は1915年12月25日長野原町大字川原湯に設立。大沢川に出力6キロワットの発電所（川原湯発電所）を建設し、1917年（大正6年）5月より川原湯温泉を中心に供給していた。株式会社は1925年5月30日の設立で、川原湯発電所の放水を利用した出力9キロワットの発電所を運転した。
深沢産業株式会社
深沢産業は1925年9月25日、電灯供給と製材業を目的に資本金2万円で吾妻郡長野原町大字長野原に設立された。供給事業の開業は翌1926年2月。白砂川支流の深沢川に出力5キロワットの発電所を持ち、長野原町長野原字貝瀬と吾妻郡六合村（現・中之条町）大字赤岩に供給した。
資本金は東信電気との統合時まで2万円のままであった。1938年5月10日付で解散した。
小雨電灯株式会社
小雨電灯は1920年（大正9年）10月10日、資本金7500円で吾妻郡六合村大字小雨に設立。出力2キロワットの発電所を建設し、1921年4月より六合村の小雨・生須地区に供給していた。
資本金は東信電気との統合時まで7500円のままであった。1938年3月28日付で解散した。
なお草津電気鉄道は1937年3月、深沢産業・小雨電灯は1938年2月に各自の発電所計5か所を廃止しており、小規模発電所は東信電気に引き継がれていない。
統合後の1938年11月、供給区域拡張の許可が下り、東信電気は六合村内に残る未供給区域（大字赤岩・日影・小雨・生須以外の地域）を供給区域に追加した。同年時点の供給成績は電灯数1万2575灯（ほかに休灯1658灯）、電力・電熱その他供給284.4キロワットであった。1941年（昭和16年）7月、東信電気は群馬県内における電灯・電力供給事業を東京電灯へ譲渡すると決定し、同年10月1日付で引き継いだ。

## 歴代役員一覧

### 社長・副社長・専務・常務
会社の職制として社長・副社長・専務・常務の4種が置かれていた。いずれも取締役から選ばれる。社長と専務は会社設立時から、副社長と常務は1939年6月の職制変更によって設置された。なお代表取締役制は導入されなかった。
1917年8月の会社設立から1941年12月の会社解散までの間に、社長は2名、副社長および専務は2名、常務は1名選ばれた。在任期間などは以下の通り。
初代社長 - 2代目鈴木三郎助
- 在任期間 ： 1917 - 1931年

1917年8月の会社設立とともに取締役社長就任。株式会社鈴木商店（1917年6月設立・味の素株式会社の前身）の初代社長を兼ねる。1922年2月から1924年12月にかけて東京電灯取締役も務めた。
1931年3月29日、取締役社長在任のまま死去した。
第2代社長 - 鈴木忠治
- 在任期間 ： 1931 - 1941年

会社設立とともに取締役となり、1931年4月20日第2代社長に就任した。2代目鈴木三郎助の弟で、株式会社鈴木商店でも跡を継ぎ第2代社長を務めている（社長就任前は専務取締役）。1933年12月以降は東京電灯取締役も兼ねる。
会社解散まで取締役社長に在任した。
初代専務・副社長 - 森矗昶
- 専務在任期間 ： 1927 - 1939年、副社長在任期間 ： 1939 - 1940年

1919年9月取締役就任ののち1927年4月26日専務昇格。さらに副社長職設置に伴い1939年6月13日専務から副社長に昇った。社長ではないが実質的な会社の主宰者である。
東信電気取締役就任前は、水産部の前身である総房水産で常務取締役を務めた。東信電気以外では1926年日本沃度、後の日本電気工業を設立し社長となり、1939年昭和電工初代社長にも就いた。
1940年9月30日付で取締役副社長を辞任。1941年3月1日死去した。
第2代専務・副社長 - 浦山助太郎
- 専務在任期間 ： 1939 - 1940年、副社長在任期間 ： 1940 - 1941年

元・岩越電力常務で、東信電気による吸収に伴い1927年8月東信電気取締役に転ずる。慶応元年（1865年）生まれと歴代全役員の中で最高齢ながら、1939年6月森矗昶の後任として専務となった。さらに1940年10月には森の辞任に伴い第2代副社長へと昇格している。
以後、会社解散まで取締役副社長に在任した。
初代常務 - 石渡吉治
- 在任期間 ： 1939年 - 1940年

1931年4月取締役に就任し、1939年6月常務職設置に伴い常務となった。社員重役で、取締役就任前は経理課長を務めた。法学士。
昭和電工専務へ転出のため1940年9月常務を辞任したが、会社解散まで取締役には留まった。

### 取締役
会社設立から会社解散までの間に下表の25名が取締役を務めた。
- 就任・退任時期は会社の「営業報告書」各回（J-DAC「企業史料統合データベース」収録）を出典とする。

| 氏名                 | 就任       | 退任           | 備考                                                          |
| -------------------- | ---------- | -------------- | ------------------------------------------------------------- |
| 鈴木三郎助 （2代目） | 1917年8月  | 1931年3月死去  | 初代社長                                                      |
| 鈴木忠治             | 1917年8月  | 1941年12月     | 第2代社長                                                     |
| 花岡次郎             | 1917年8月  | 1923年9月死去  | 長野電灯社長                                                  |
| 青木大三郎           | 1917年8月  | 1924年9月死去  | 工学士、鈴木商店監査役                                        |
| 川崎友之介           | 1917年8月  | 1939年10月辞任 | 川崎財閥当主川崎八右衛門の義弟                                |
| 森矗昶               | 1919年9月  | 1940年9月辞任  | 専務・副社長                                                  |
| 南沢宇忠治           | 1921年11月 | 1924年4月辞任  | 工学士、元・明治水力電気取締役                                |
| 小坂順造             | 1923年10月 | 1929年4月辞任  | 長野電灯社長                                                  |
| 小坂順造             | 1931年4月  | 1941年12月     | 同上、1937年以降長野電気社長                                  |
| 青木寿               | 1924年10月 | 1928年4月死去  | 工学士、1919年入社                                            |
| 神津藤平             | 1924年10月 | 1930年9月辞任  | 長野電灯取締役                                                |
| 山本条太郎           | 1927年4月  | 1927年7月辞任  | 元・千曲川電力取締役                                          |
| 広瀬為久             | 1927年4月  | 1941年3月死去  | 東京電灯取締役                                                |
| 高橋保               | 1927年4月  | 1941年12月     | 工学士、長野電灯技師長から転じ入社 のち昭和電工初代副社長兼務 |
| 浦山助太郎           | 1927年8月  | 1941年12月     | 専務・副社長                                                  |
| 若尾鴻太郎           | 1928年4月  | 1929年4月辞任  | 東京電灯社長若尾璋八の長男                                    |
| 小林一三             | 1929年10月 | 1934年3月辞任  | 東京電灯副社長、のち社長                                      |
| 三野熊雄             | 1930年4月  | 1939年10月辞任 | 工学士、元・岩越電力取締役                                    |
| 白勢量作             | 1930年4月  | 1939年10月辞任 | 新潟電力社長                                                  |
| 石渡吉治             | 1931年4月  | 1941年12月     | 常務                                                          |
| 太刀川平治           | 1934年4月  | 1937年4月辞任  | 工学博士、元・東京電灯常務                                    |
| 入沢一郎             | 1937年4月  | 1941年12月     | 1921年入社（庶務課長）                                        |
| 鈴木三郎助 （3代目） | 1939年10月 | 1941年12月     | 2代三郎助の長男 鈴木商店第2代専務・第3代社長                  |
| 竹内直彦             | 1939年10月 | 1941年12月     | 工学士、1933年入社（技師長）                                  |
| 鈴木長治             | 1939年10月 | 1941年12月     | 工学士、1921年入社（土木課長）                                |
| 森曉                 | 1940年10月 | 1941年12月     | 森矗昶の長男                                                  |

### 監査役
会社設立から会社解散までの間に下表の9名が監査役を務めた。
- 就任・退任時期は特記のない限り会社の「営業報告書」各回（J-DAC「企業史料統合データベース」収録）を出典とする。

| 氏名                 | 就任       | 退任           | 備考                                    |
| -------------------- | ---------- | -------------- | --------------------------------------- |
| 神津藤平             | 1917年8月  | 1924年10月辞任 | 取締役へ転任                            |
| 伊藤欣二             | 1917年8月  | 1931年6月死去  | 大橋新太郎の女婿                        |
| 高梨新三郎           | 1917年6月  | 1941年12月     | 鈴木商店取締役（元支配人）              |
| 宮口竹雄             | 1927年10月 | 1941年12月     | 工学士、 東京電力専務のち東京電灯取締役 |
| 鈴村秀三             | 1929年10月 | 1931年1月死去  | 東京電灯庶務課長                        |
| 鈴木三郎助 （3代目） | 1934年4月  | 1939年10月辞任 | 取締役へ転任                            |
| 太刀川平治           | 1937年4月  | 1941年12月     | 取締役から転任                          |
| 川崎友之助           | 1939年10月 | 1941年12月     | 取締役から転任                          |
| 白勢量作             | 1939年10月 | 1941年12月     | 取締役から転任                          |